# Чернушки
Чернушки (лат. Erebia) — род дневных бабочек из семейства бархатниц.

## Распространение
Бабочки рода встречаются в Альпах, на Кавказе, в горах Средней Азии и Алтая, а также в северных тундрах. Это означает, что они являются ледниковыми реликтами. Тёмная окраска крыльев способствует лучшему поглощению солнечного тепла в условиях холодного климата. Бабочки летают только при солнечной погоде.
На Дальнем Востоке с сопредельными с ним территориями (Якутия, Забайкалье, Маньчжурия) известно 20 видов.

## Список видов
- Erebia aethiopella (Hoffmannsegg, 1806)
- Чернушка эфиопка (Erebia aethiops (Esper, 1777))
- Чернушка аянская (Erebia ajanensis Ménétriés, 1857)
- Erebia alberganus (Prunner, 1798)
- Erebia alcmena Grum-Grshimailo, 1891
- Чернушка анюйская (Erebia anyuica Kurenzov, 1966)
- Erebia arctica R. Poppius, 1906
- Erebia atramentaria  O. Bang-Haas, 1927
- Чернушка байкальская (Erebia brimo (Böber, 1809))
- Erebia calcaria Lorkovic, 1949
- Чернушка гольцовая (Erebia callias Edwards, 1871)
- Чернушка кассиоидес (Erebia cassioides (Reiner & Hohenwarth, 1792))
- Erebia christi Rätzer, 1890
- Erebia claudina (Borkhausen, 1789)
- Чернушка циклоп (Erebia cyclopius (Eversmann, 1844))
- Чернушка хамардабанская (Erebia dabanensis Erschoff, 1871)
- Чернушка мраморная (Erebia discoidalis Kirby, 1837)
- Чернушка диза (Erebia disa (Thunberg, 1791))
- Erebia dromulus Staudinger, 1901
- Чернушка эдда (Erebia edda Ménétriés, 1851)
- Чернушка эмбла (Erebia embla (Thunberg, 1791))
- Чернушка эпифрон (Erebia epiphron (Knoch, 1783))
- Erebia epipsodea  Butler, 1868
- Erebia epistygne (Hübner, 1819)
- Чернушка эрифила (Erebia eriphyle (Freyer, 1839))
- Чернушка саянская (Erebia erynnin Warren, 1932)
- Erebia eugenia Churkin, 2000
- Чернушка эвриала (Erebia euryale (Esper, 1805))
- Чернушка анабарская (Erebia fasciata Butler, 1868)
- Erebia flavofasciata Heyne, 1895
- Чернушка Флетчера (Erebia fletcheri Elwes, 1899)
- Чернушка Хьюитсона (Erebia hewitsonii Lederer, 1864)
- Чернушка Горга (Erebia gorge (Hübner, 1804))
- Erebia gorgone Boisduval, 1832
- Чернушка кавказская (Erebia graucasica Jachontov, 1909)
- Erebia haberhaueri Staudinger, 1881
- Erebia hewitsoni Lederer, 1864
- Erebia hispania Butler, 1868
- Erebia inuitica Wyatt, 1966
- Чернушка иранская (Erebia iranica Grum-Grshimailo, 1895)
- Чернушка енисейская (Erebia jeniseiensis Trybom, 1877)
- Erebia kalmuka Alphéraky, 1881
- Чернушка Кеферштейна (Erebia kefersteinii (Eversmann, 1851))
- Чернушка Киндерманна (Erebia kindermanni Staudinger, 1881)
- Erebia kosterini Gorbunov & Korshunov, 1995
- Чернушка Кожанчикова (Erebia kozhantshikovi Sheljuzhko, 1925)
- Erebia lafontainei Troubridge & Philip, 1983
- Erebia lefebvrei (Boisduval, 1828)
- Чернушка лигея (Erebia ligea (Linnaeus, 1758))
- Erebia magdalena Strecker, 1880
- Erebia mancinus Doubleday, 1849
- Чернушка манто (Erebia manto (Denis & Schiffermüller, 1775))
- Чернушка медуза (Erebia medusa (Denis & Schiffermüller, 1775))
- Чернушка мелампус (Erebia melampus (Fuessli, 1775))
- Чернушка грустная (Erebia melancholica Herrich-Schäffer, 1846)
- Чернушка чёрная (Erebia melas (Herbst, 1796))
- Чернушка меоланс (Erebia meolans (Prunner, 1798))
- Erebia meta Staudinger, 1886
- Чернушка мнестра (Erebia mnestra (Hübner, 1804))
- Чернушка горная (Erebia montana (Prunner, 1798))
- Erebia neoridas (Boisduval, 1828)
- Чернушка нериена (Erebia neriene (Böber, 1809))
- Чернушка японская (Erebia niphonica Janson, 1877)
- Erebia nivalis Lorkovic & de Lesse, 1954
- Чернушка якутская (Erebia occulta Roos & Kimmich, 1983)
- Erebia ocnus (Eversmann, 1843)
- Чернушка эма (Erebia oeme (Hübner, 1804))
- Erebia orientalis Elwes, 1900
- Erebia ottomana Herrich-Schäffer, 1847
- Erebia palarica Chapman, 1905
- Чернушка пандроса (Erebia pandrose (Borkhausen, 1788))
- Чернушка Павловского (Erebia pawlowskii Ménétriés, 1859)
- Чернушка фарта (Erebia pharte (Hübner, 1804))
- Erebia pluto (de Prunner, 1798)
- Чернушка полярная (Erebia polaris Staudinger, 1871)
- Erebia progne Grum-Grshimailo, 1890
- Чернушка проноя (Erebia pronoe (Esper, 1780))
- Erebia radians Staudinger, 1886
- Erebia rhodopensis Nicholl, 1900
- Чернушка Росса (Erebia rossii Curtis, 1835)
- Чернушка сунтар-хаятинская (Erebia sachaensis Dubatolov, 1992)
- Сципион (Erebia scipio (Boisduval, 1832))
- Erebia serotina Descimon & de Lesse, 1953
- Erebia sibo (Alphéraky, 1881)
- Erebia sokolovi Lukhtanov, 1990
- Erebia sthennyo Graslin, 1850
- Чернушка австрийская (Erebia stirius (Godart, 1824))
- Чернушка Штубендорфа (Erebia stubbendorfi Ménétriés, 1846)
- Erebia styx (Freyer, 1834)
- Чернушка судетская (Erebia sudetica Staudinger, 1861)
- Чернушка теано (Erebia theano (Tauscher, 1806))
- Чернушка триария (Erebia triaria (Prunner, 1798))
- Erebia turanica Erschoff, 1877
- Чернушка тиндар (Erebia tyndarus (Esper, 1781))
- Erebia vidleri Elwes, 1898
- Чернушка ванга (Erebia wanga Bremer, 1864)
- Erebia youngi Holland, 1900
- Erebia zapateri (Oberthür, 1875)

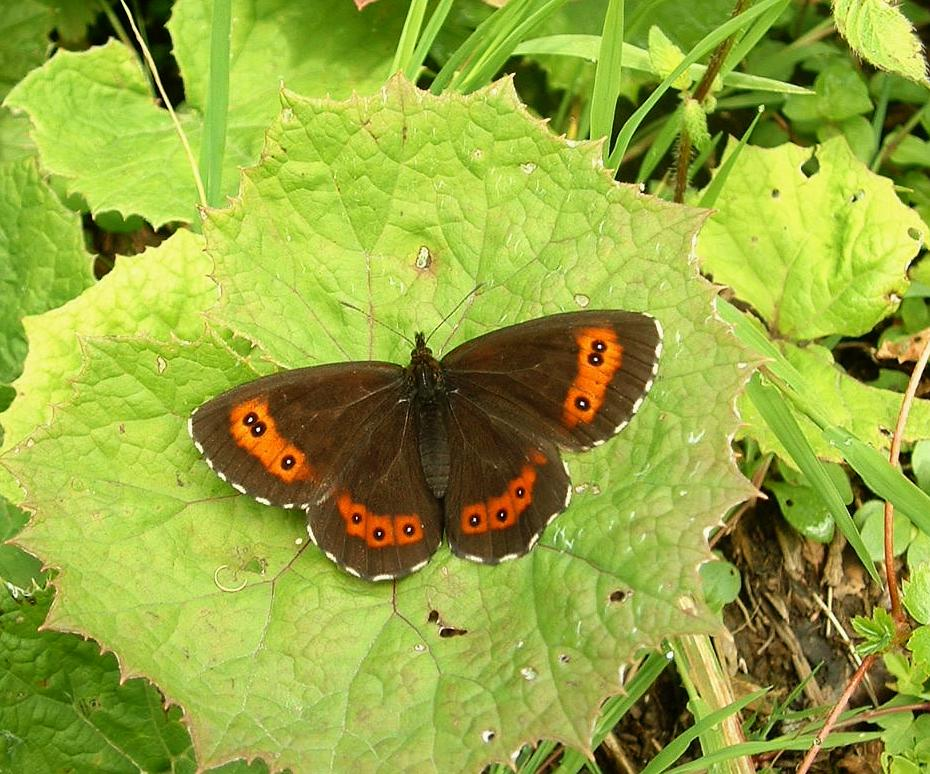
Erebia ligea
Erebia ligea ♀
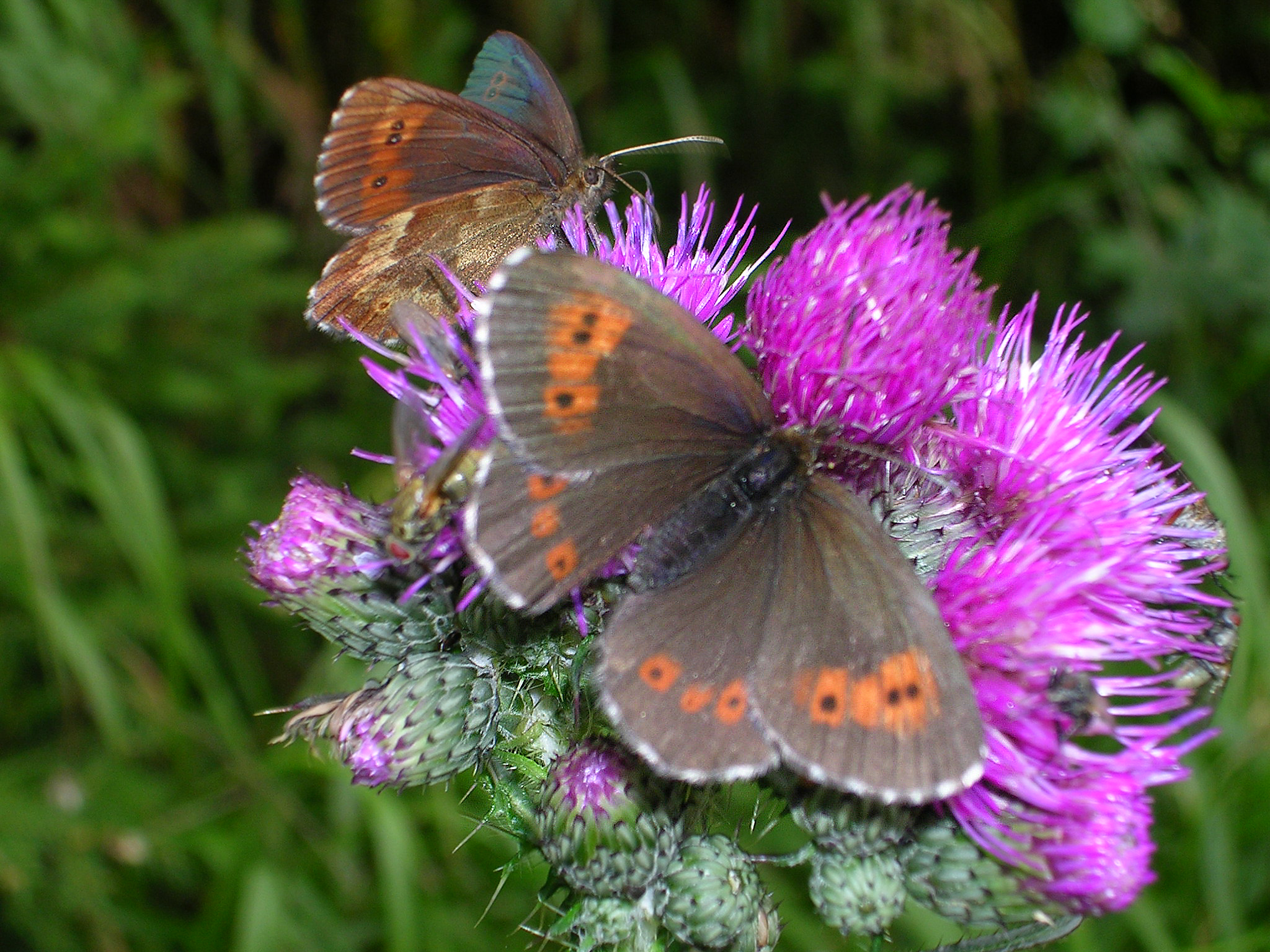
Erebia euryale
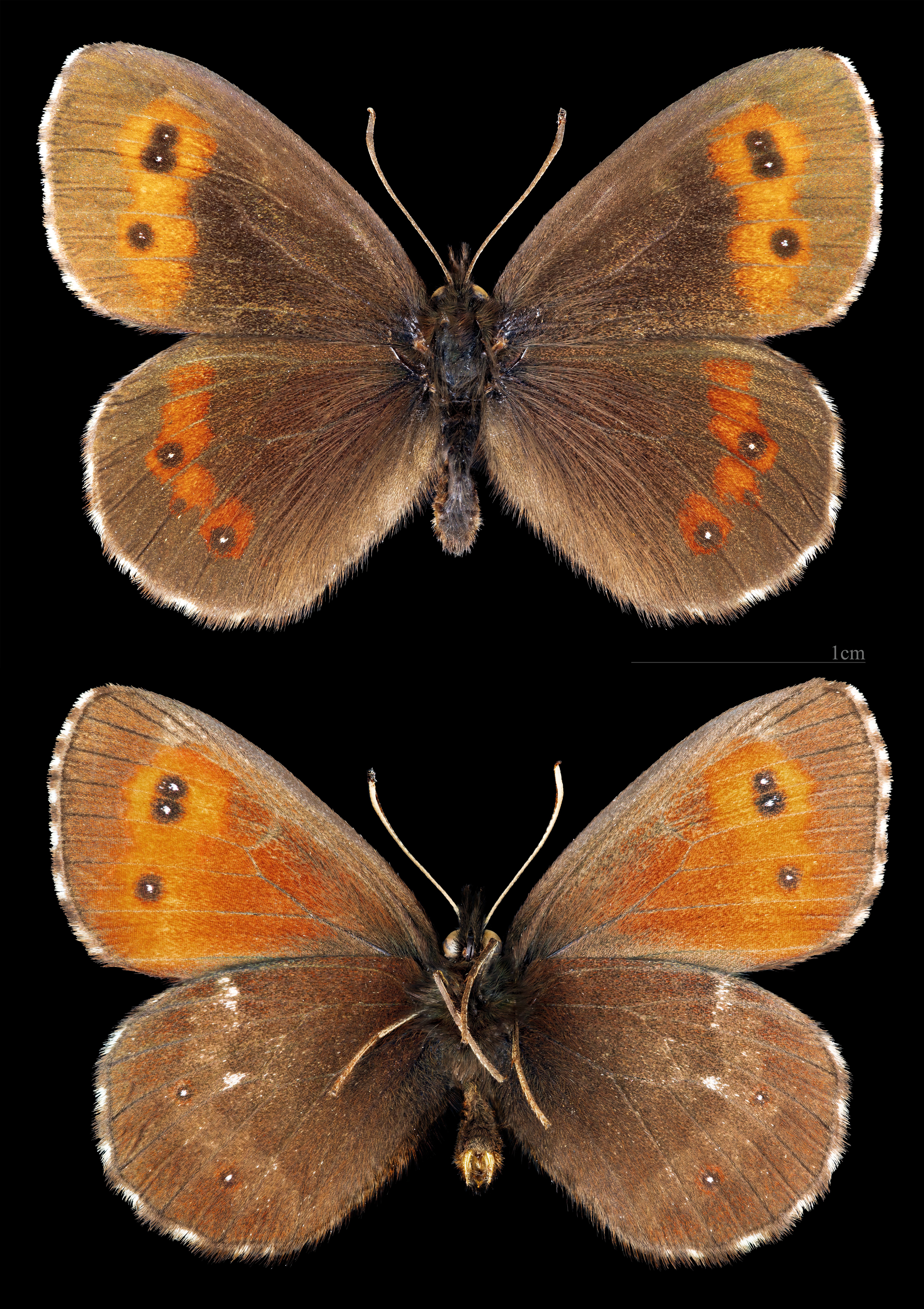
Erebia euryale♂
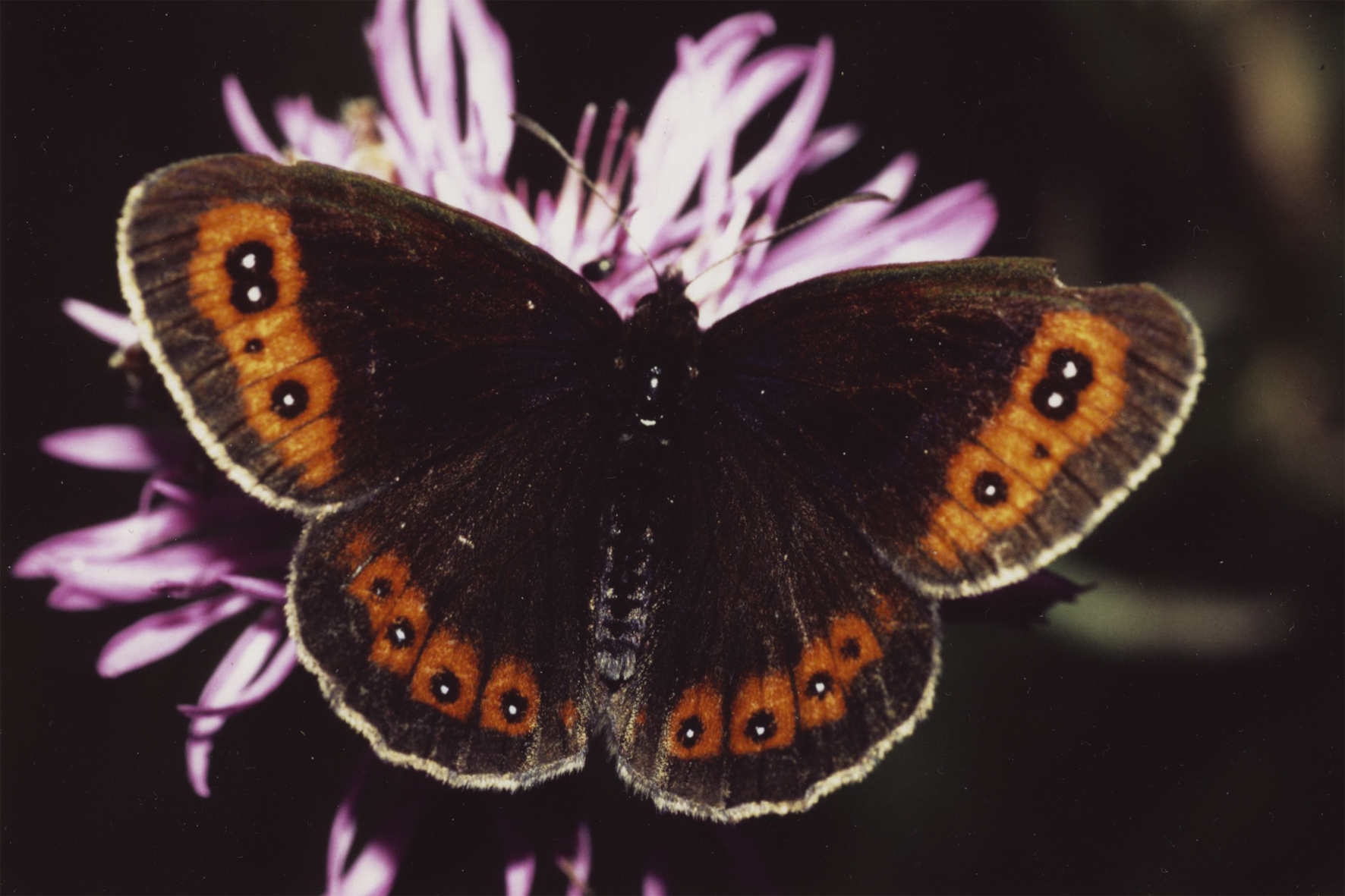
Erebia aethiops
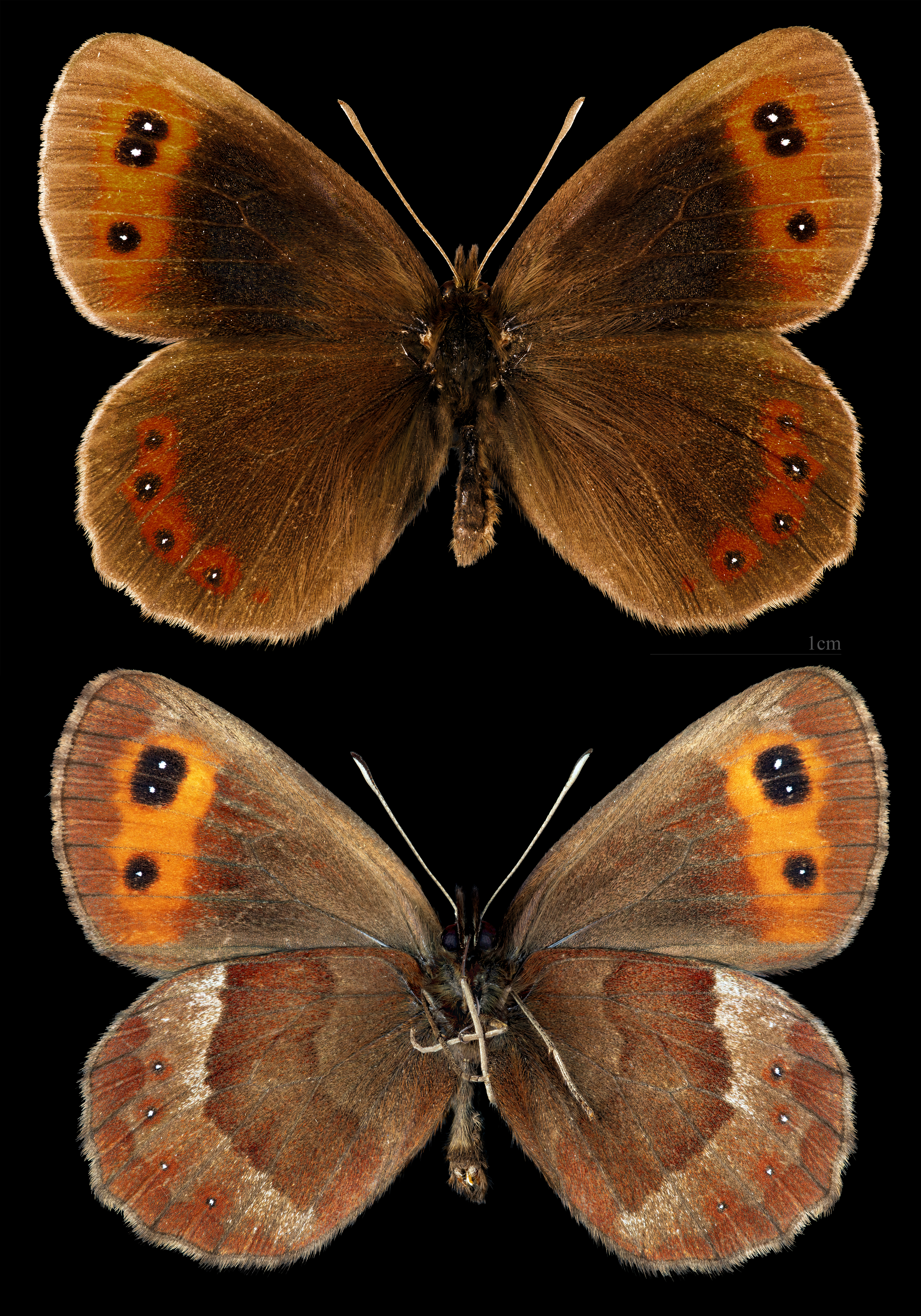
Erebia aethiops  ♂
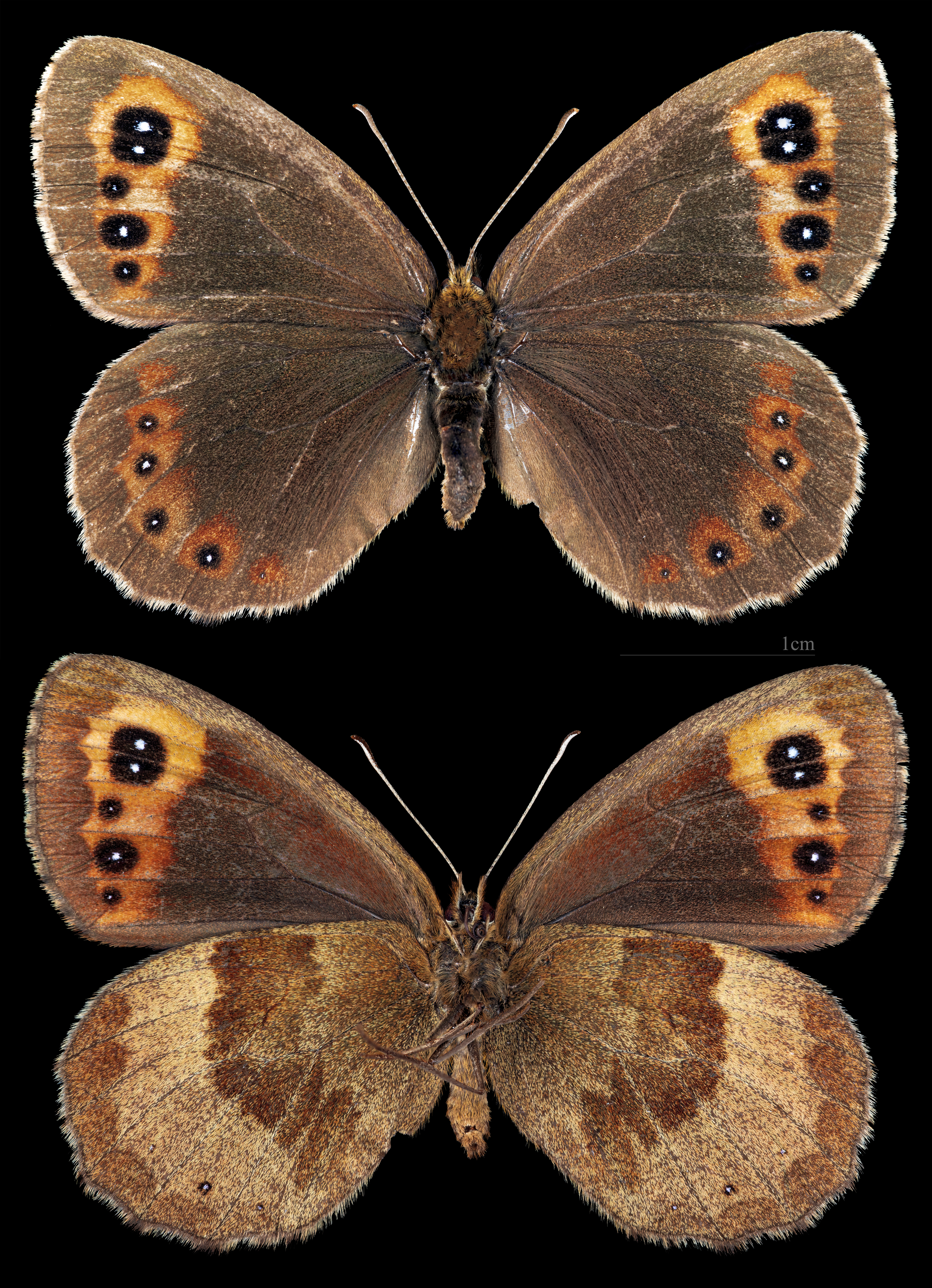
Erebia aethiops  ♀
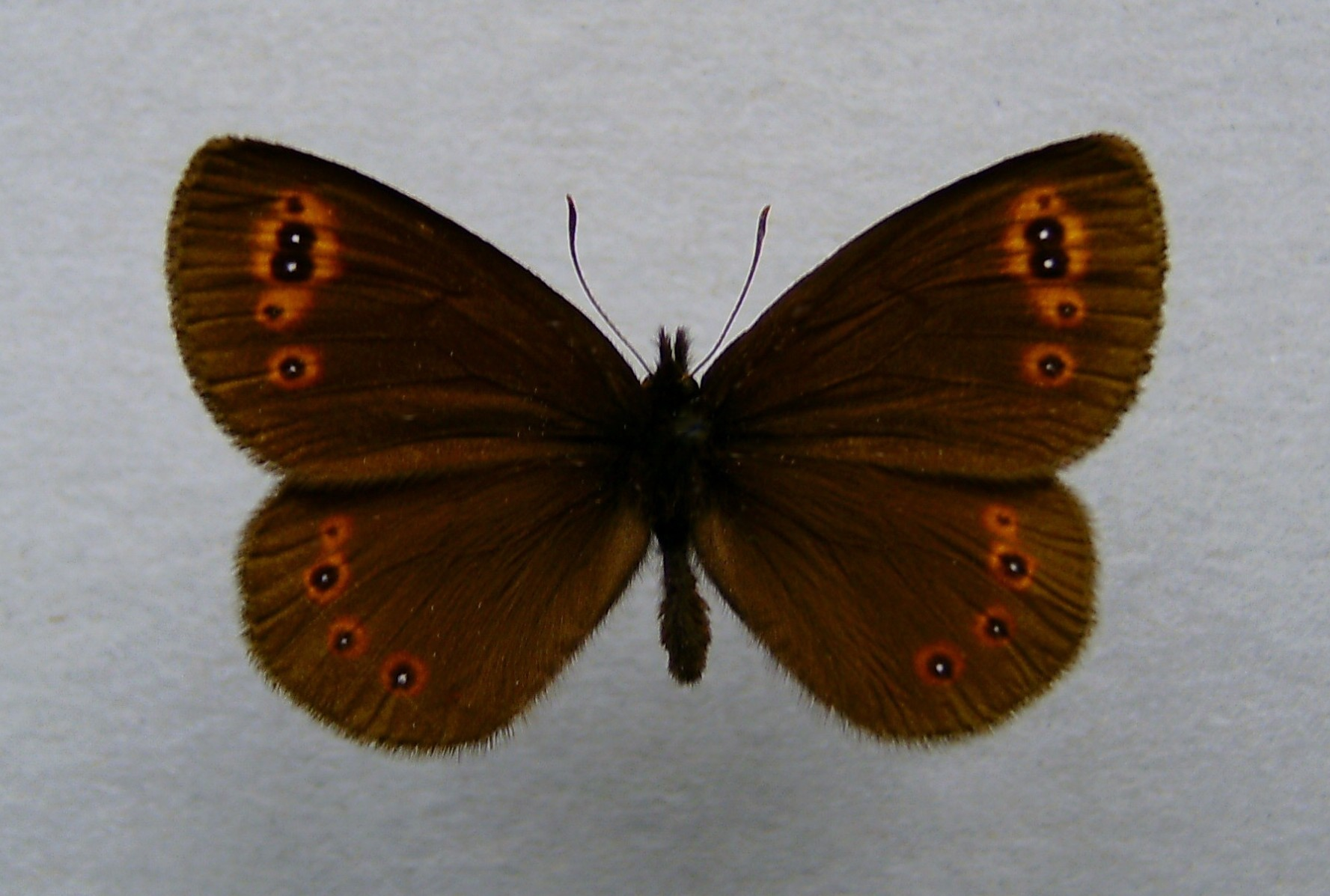
Erebia medusa ♂
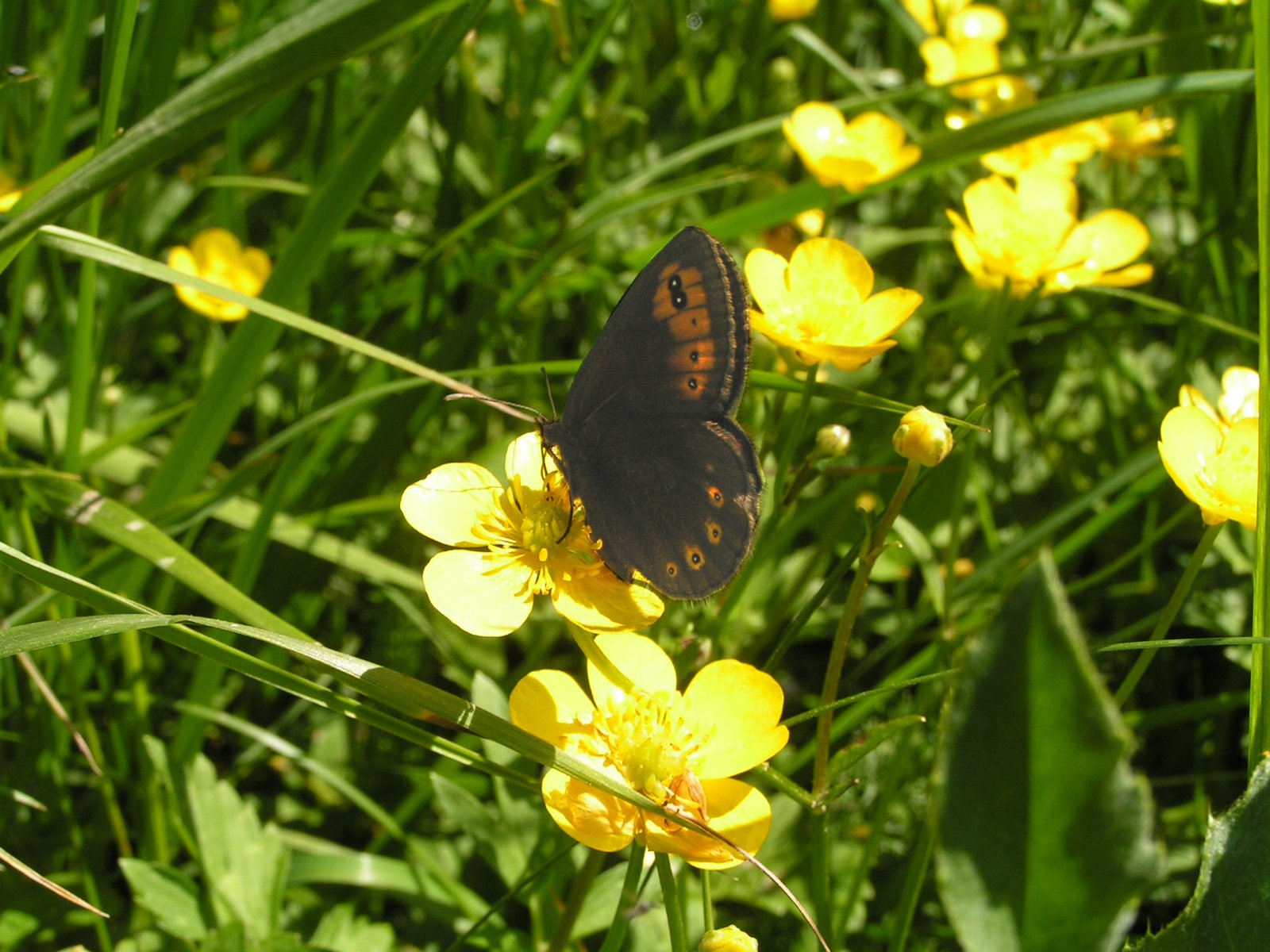
Erebia medusa
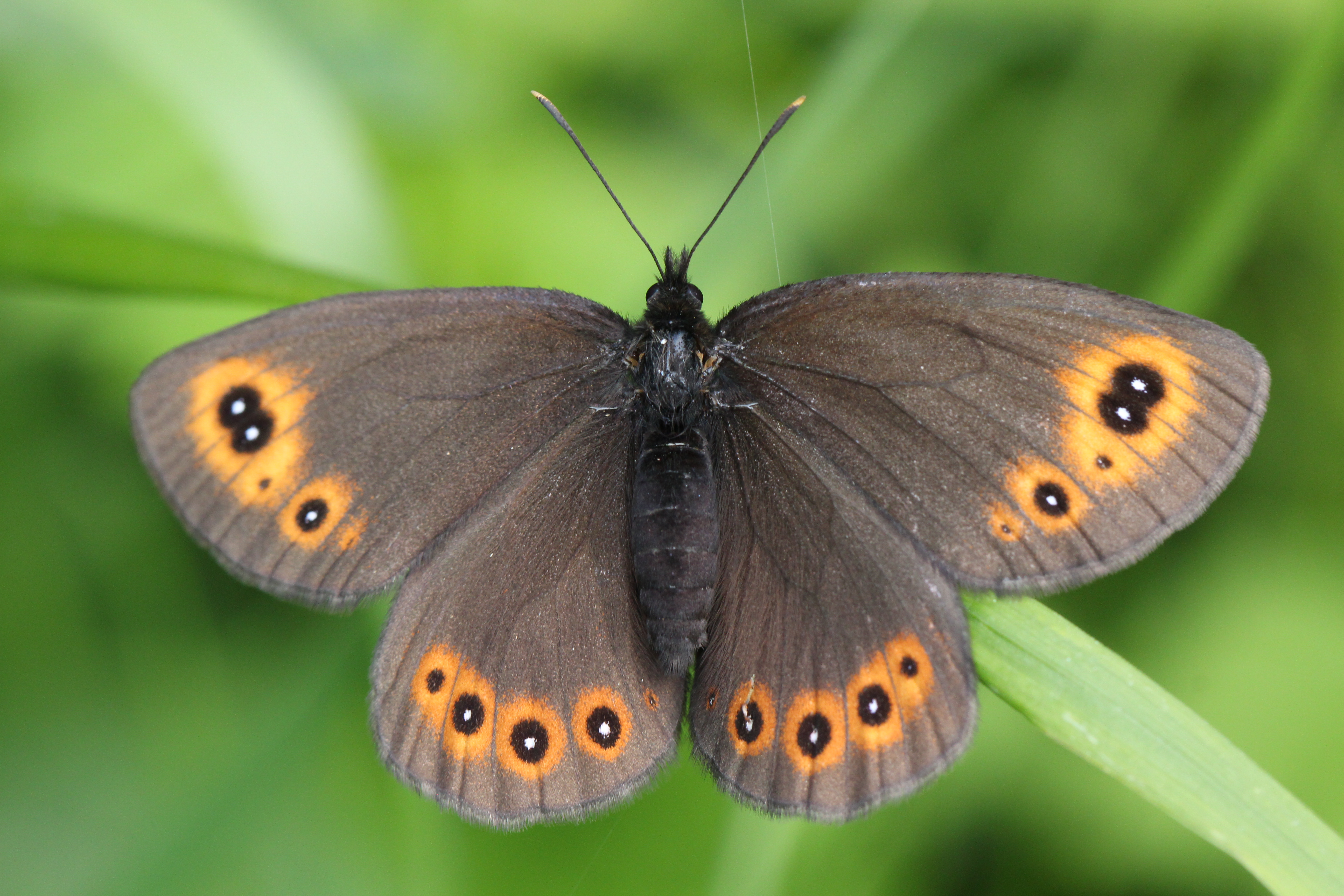
Erebia medusa ♀
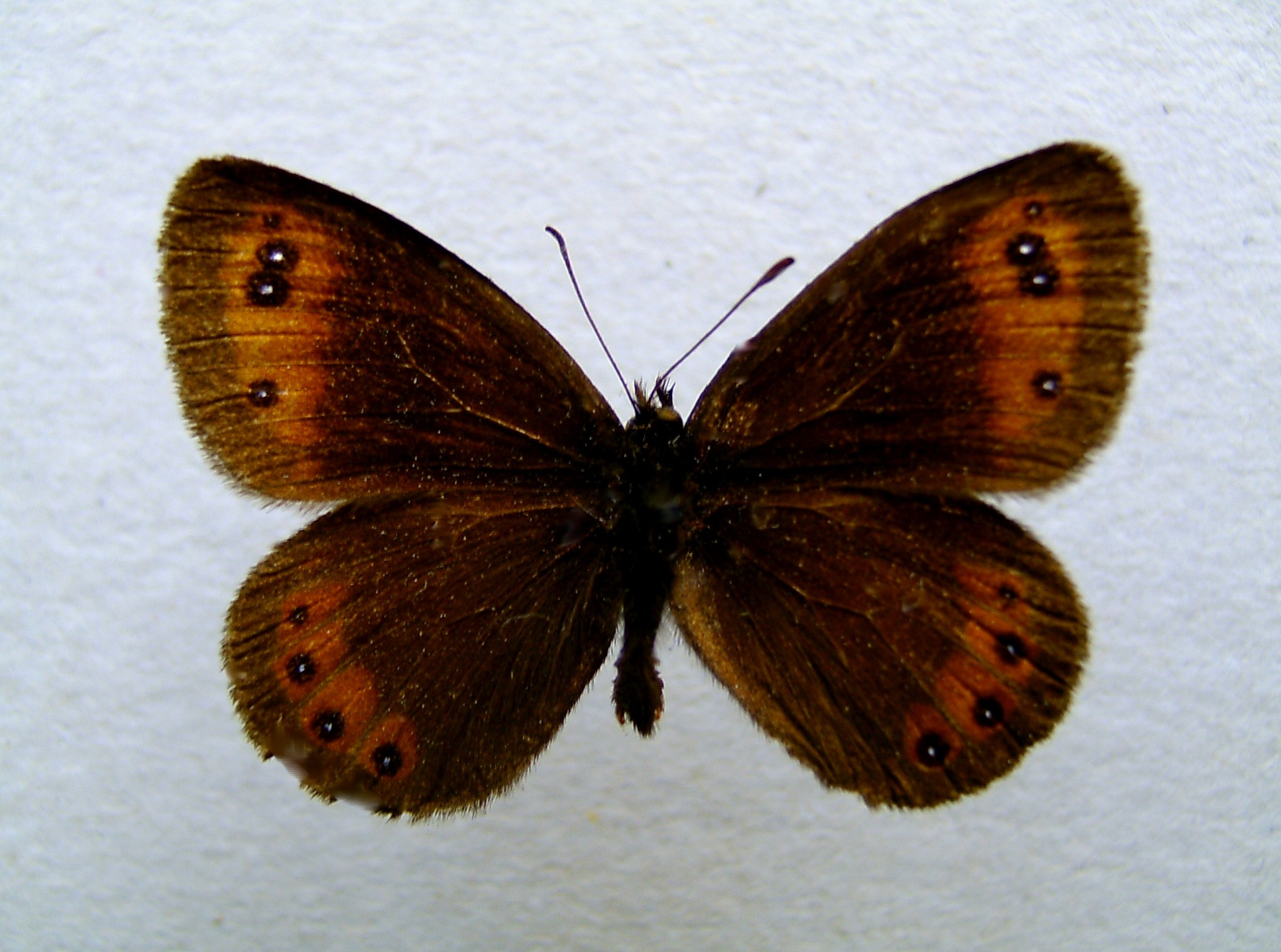
Erebia meolans
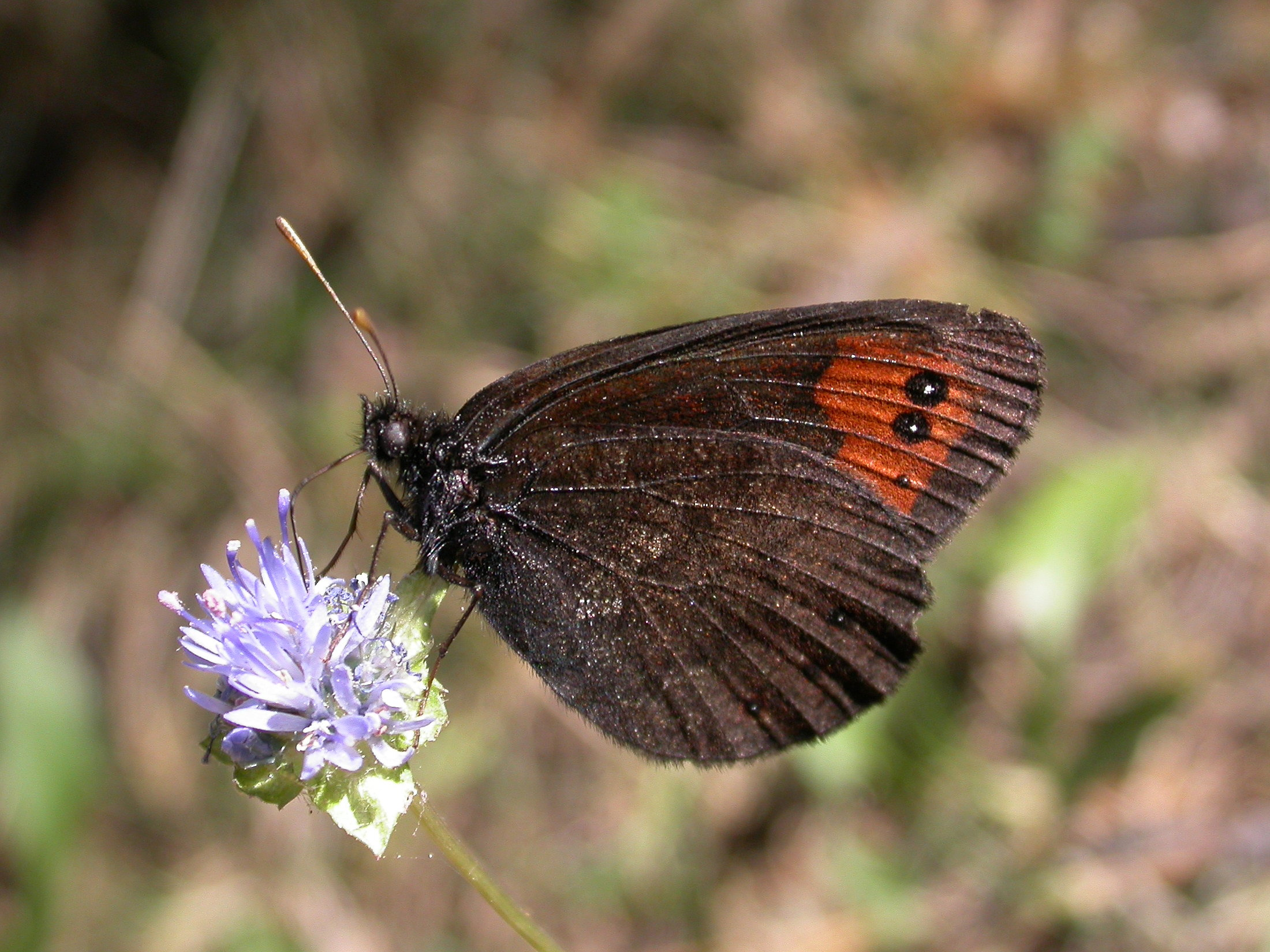
Erebia meolans
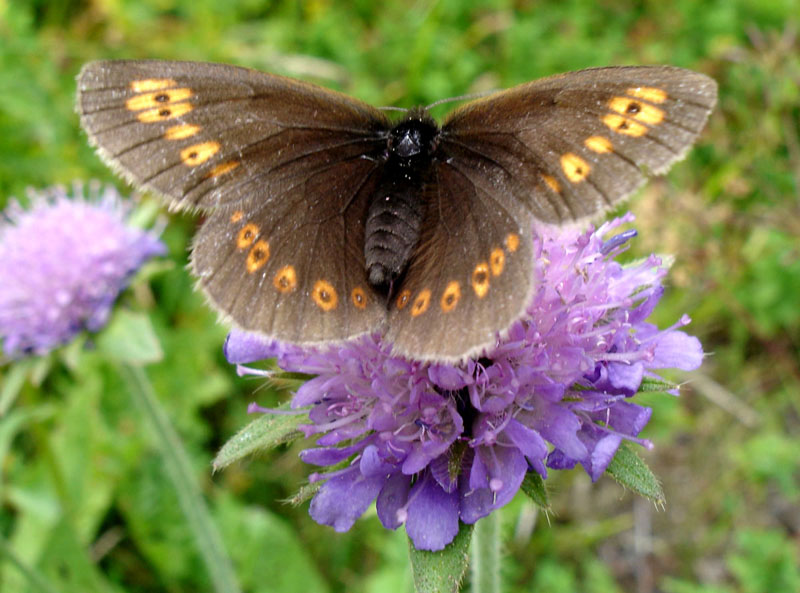
Erebia alberganus
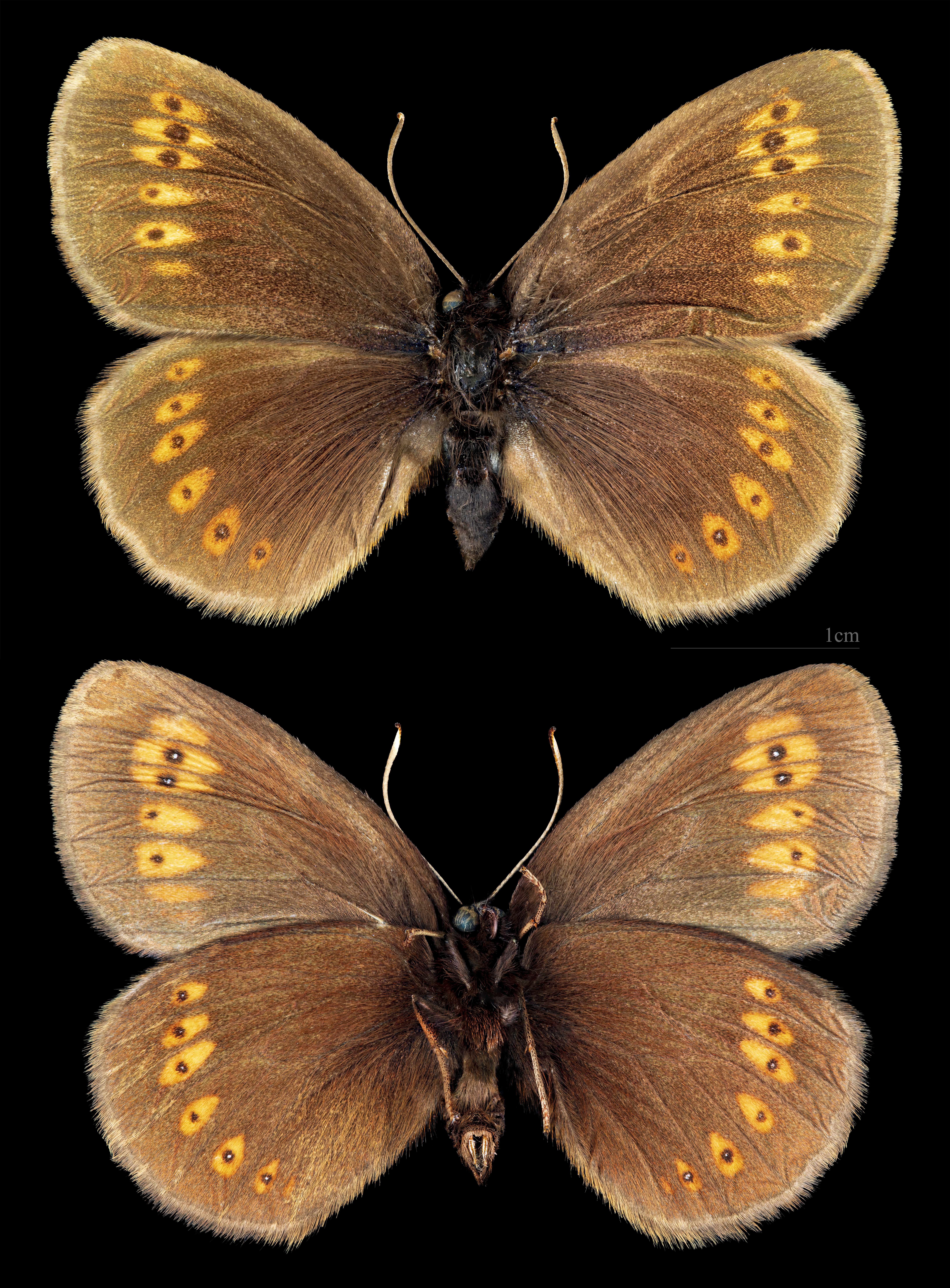
Erebia alberganus ♂
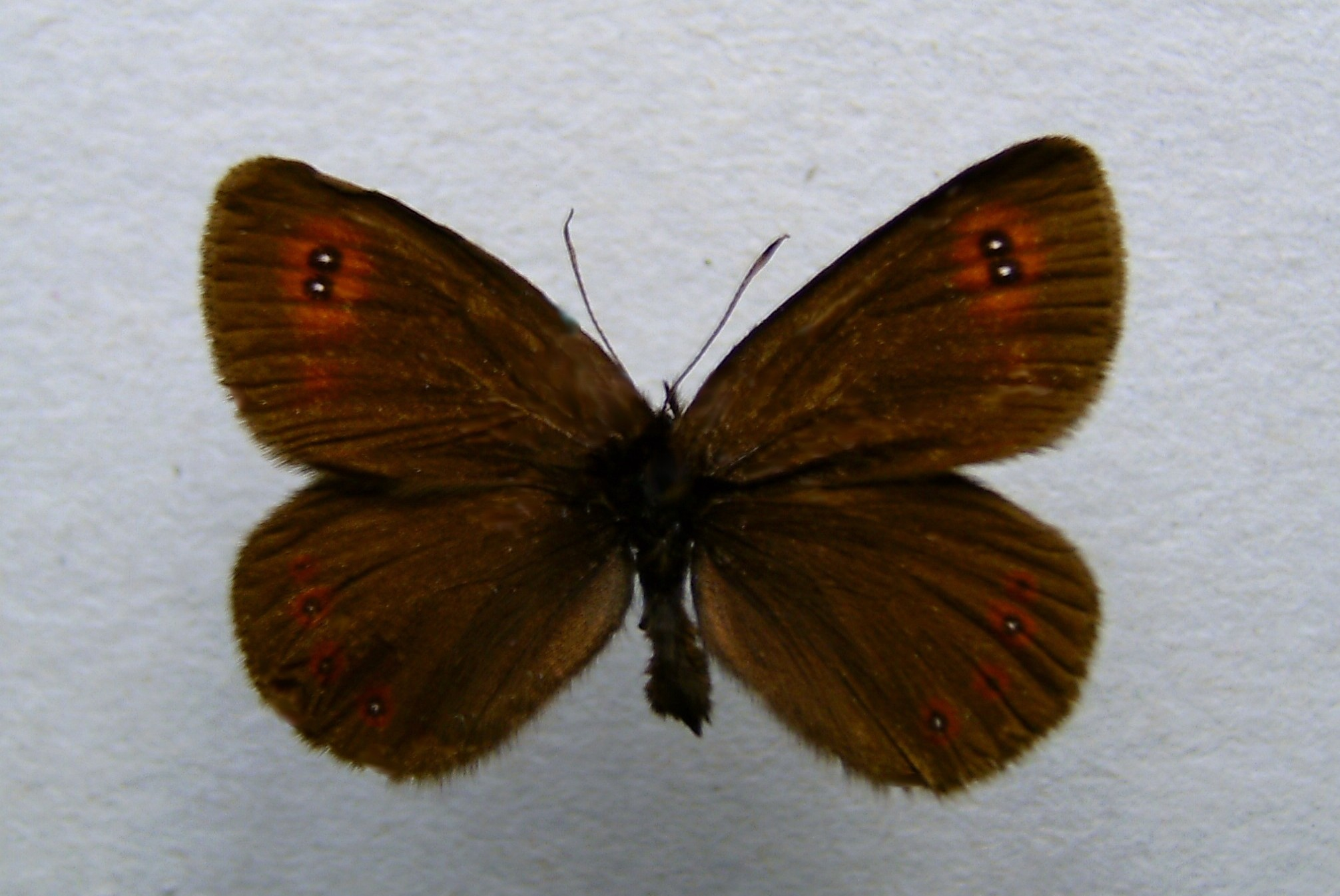
Erebia oeme ♂
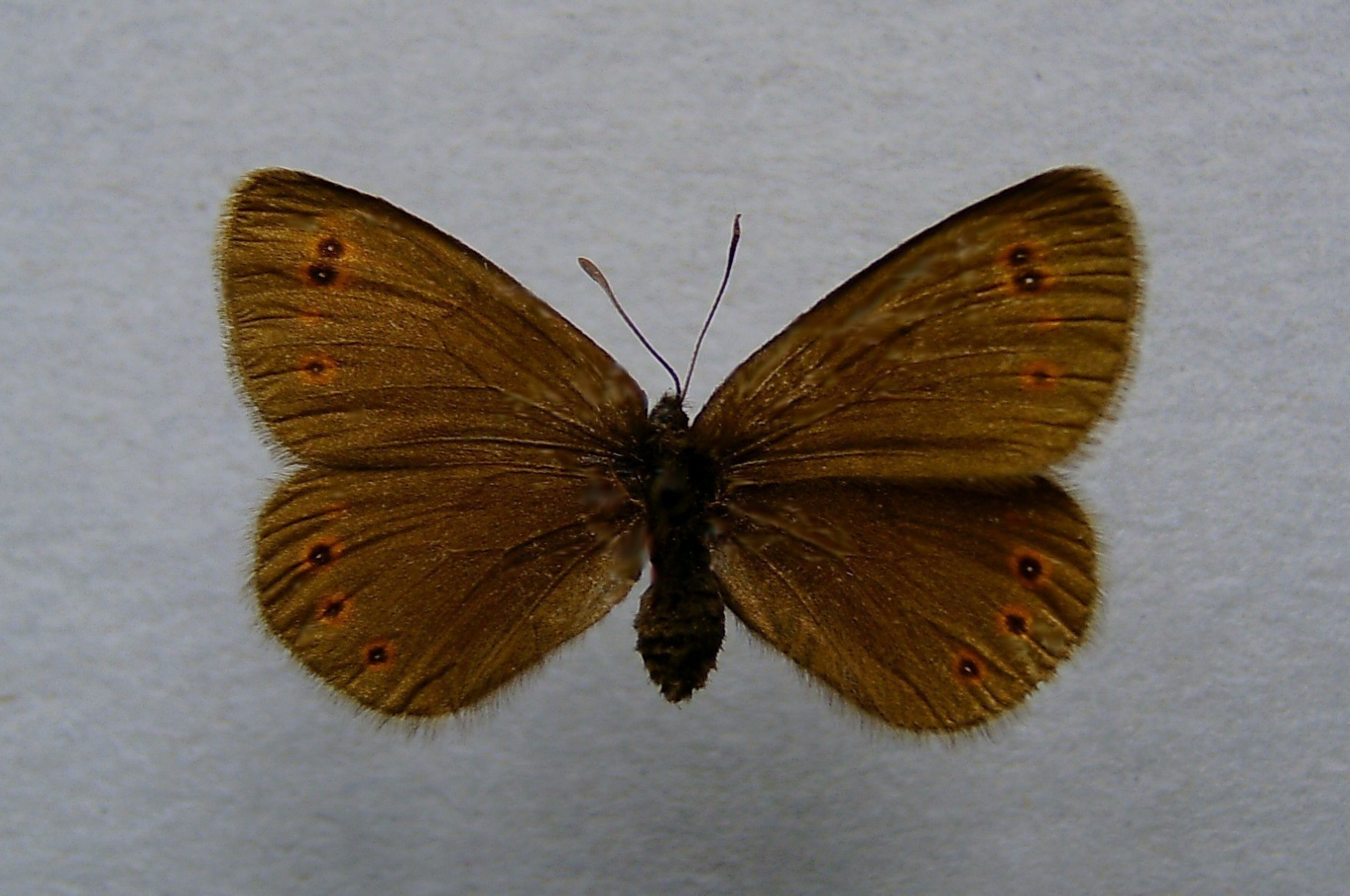
Erebia oeme ♀
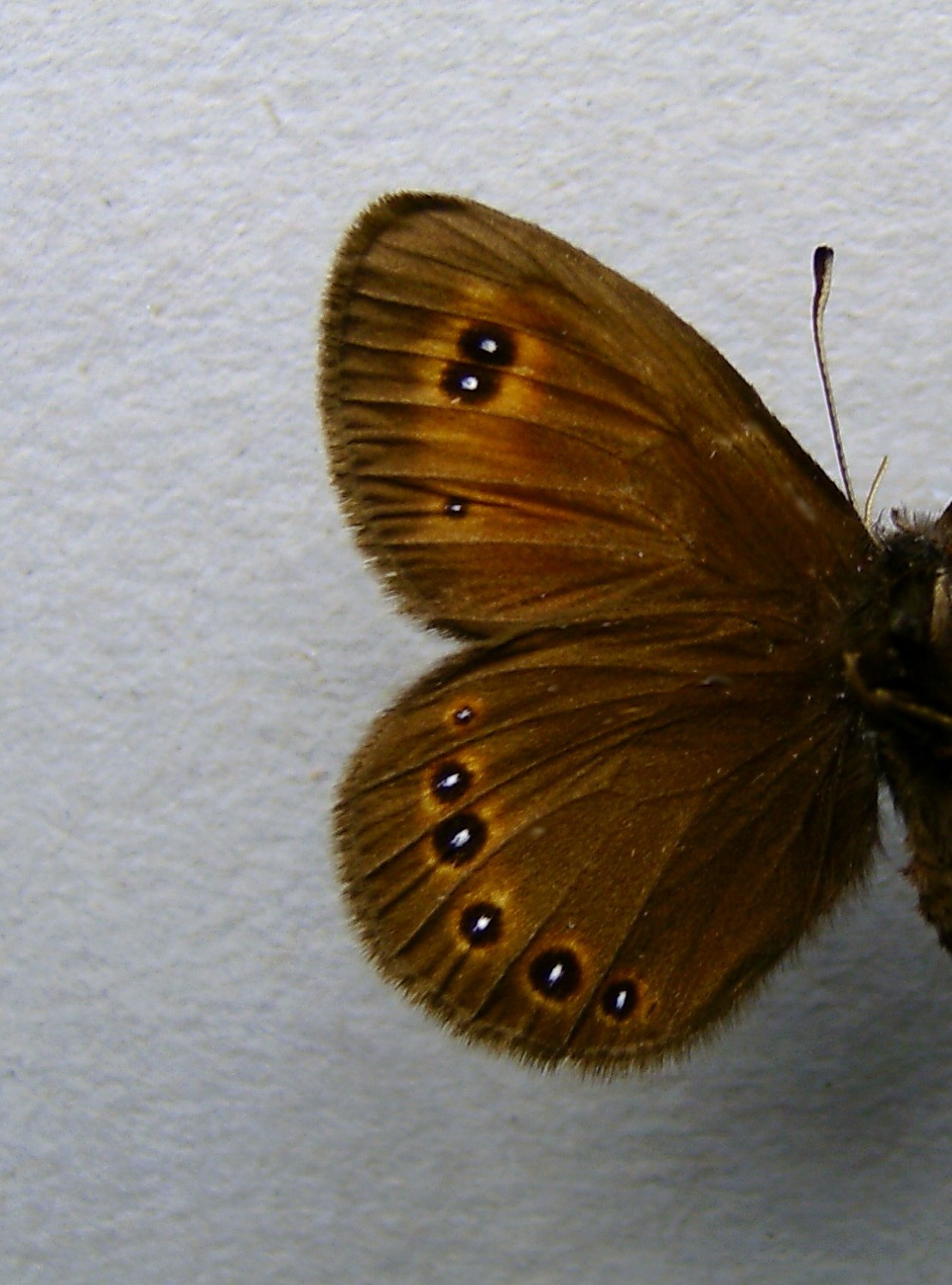
Erebia oeme нижняя ♂
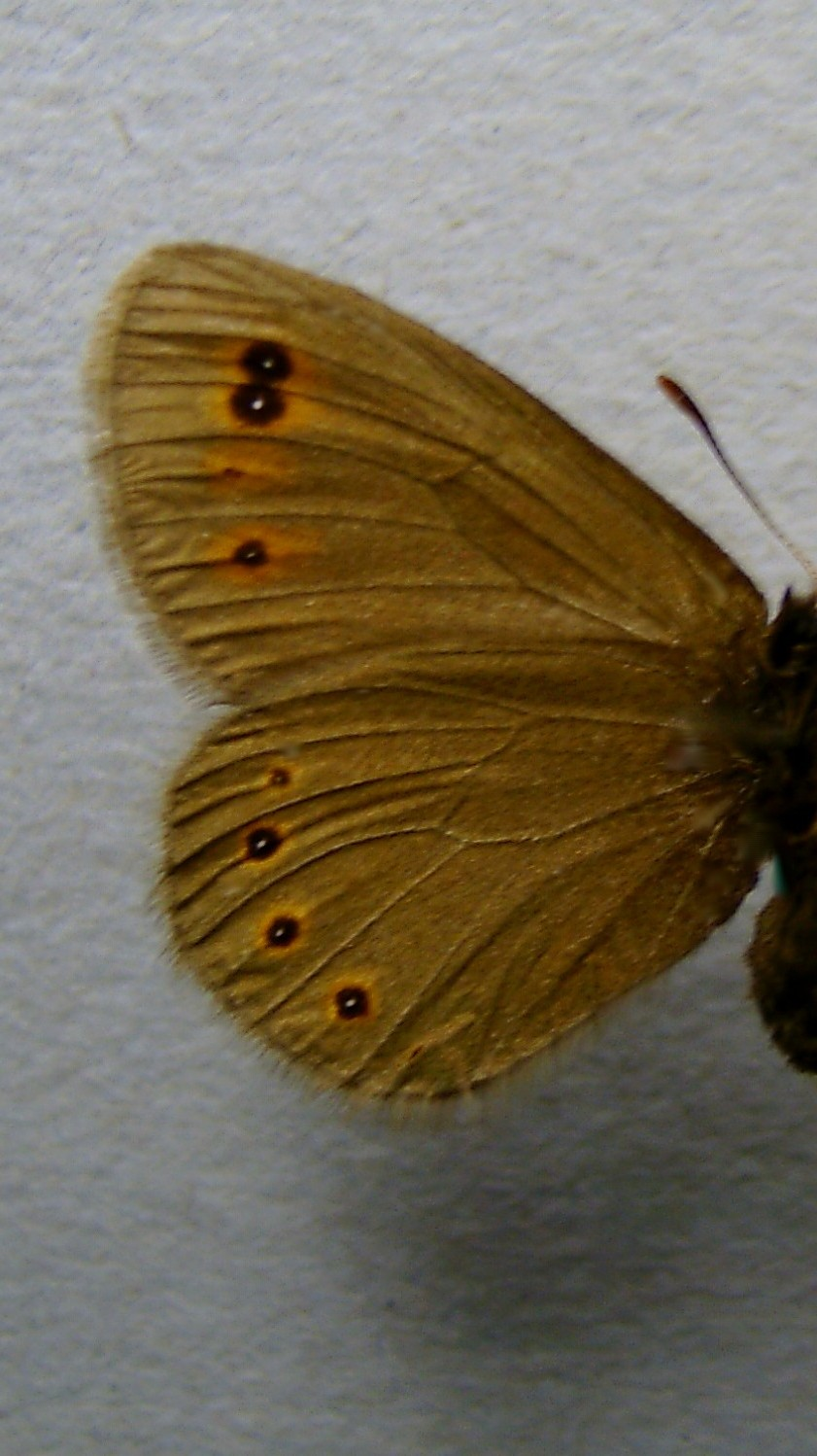
Erebia oeme нижняя ♀
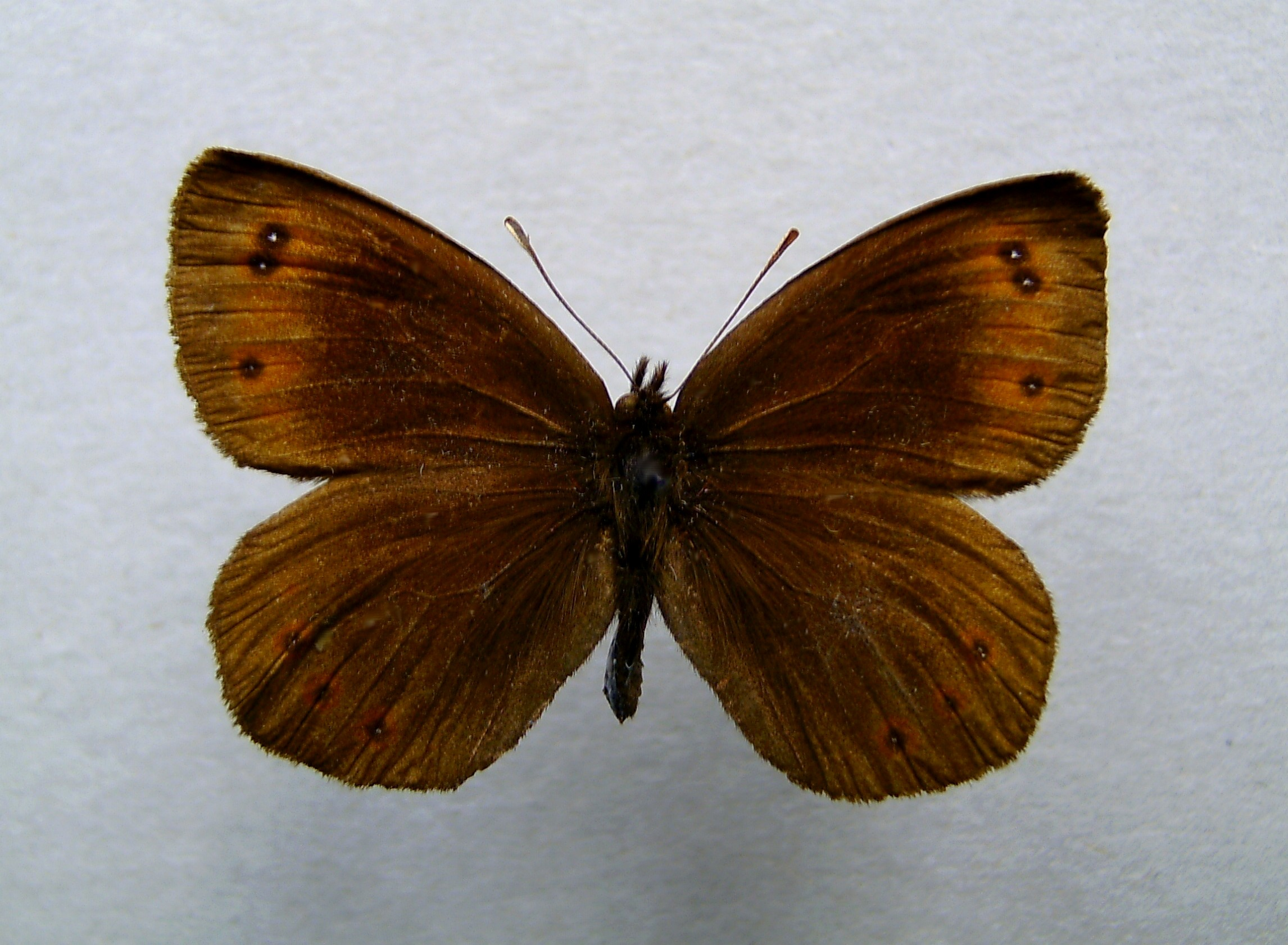
Erebia pronoe
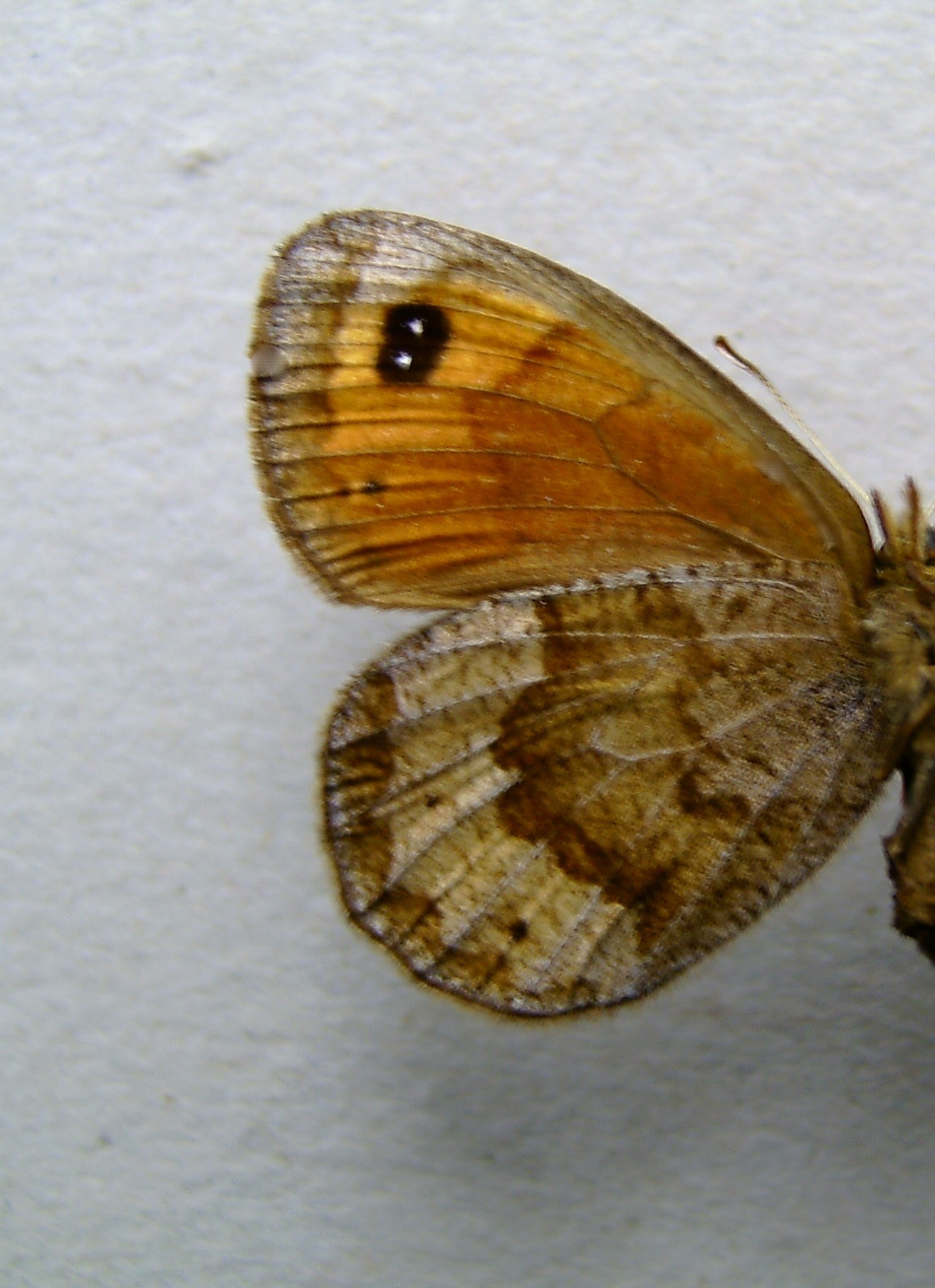
Erebia pronoe нижняя ♀
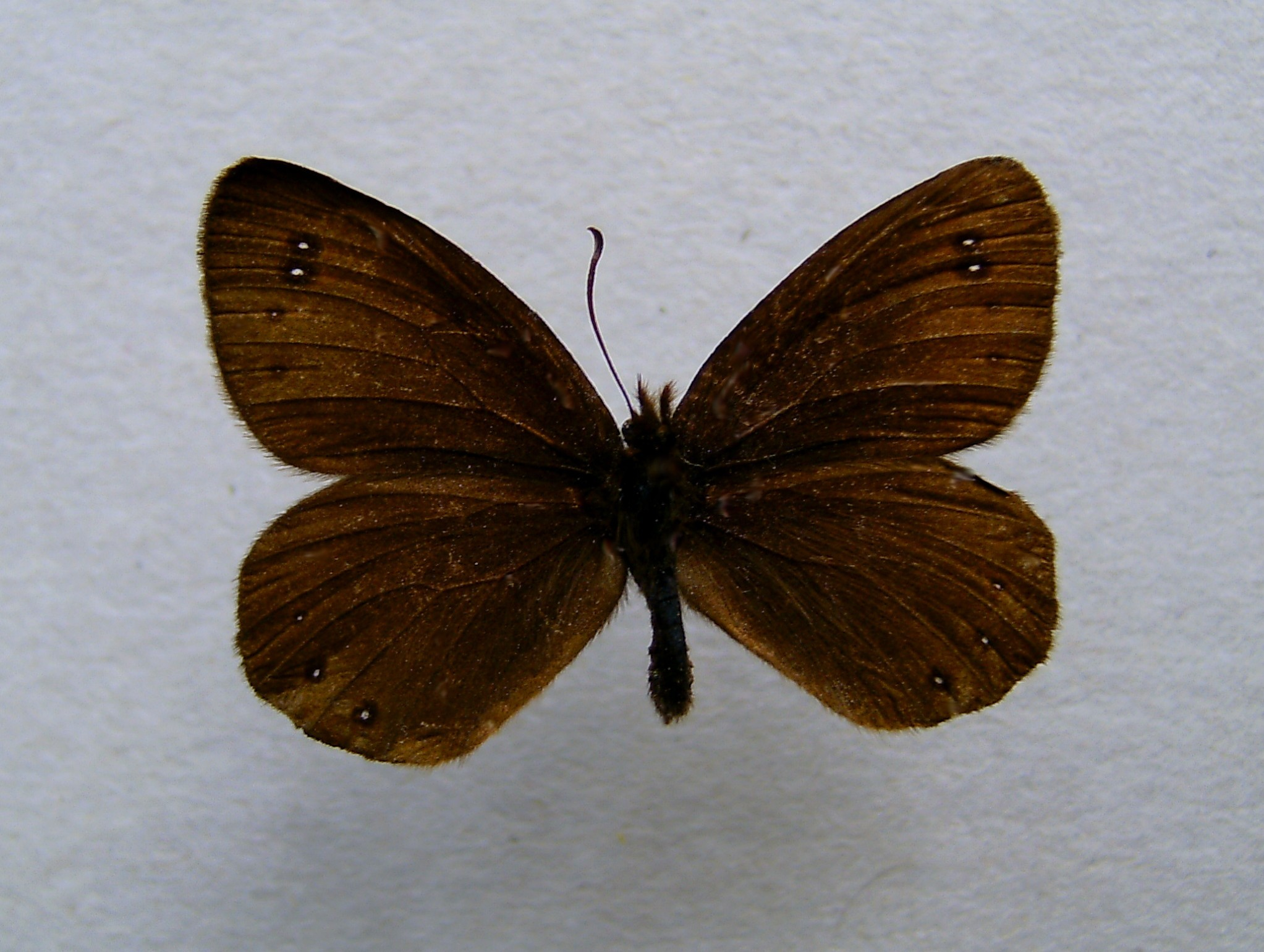
Erebia pluto
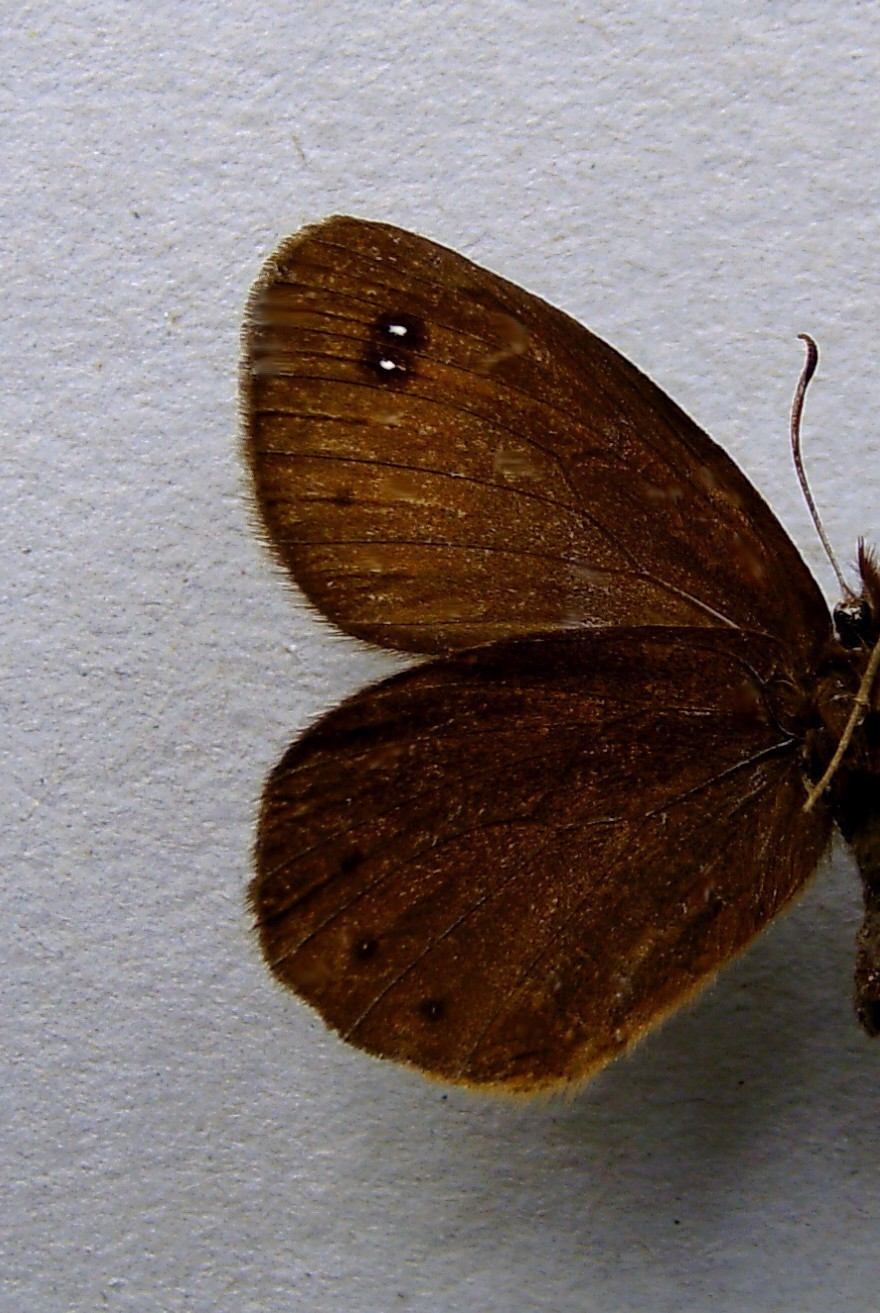
Erebia pluto нижняя
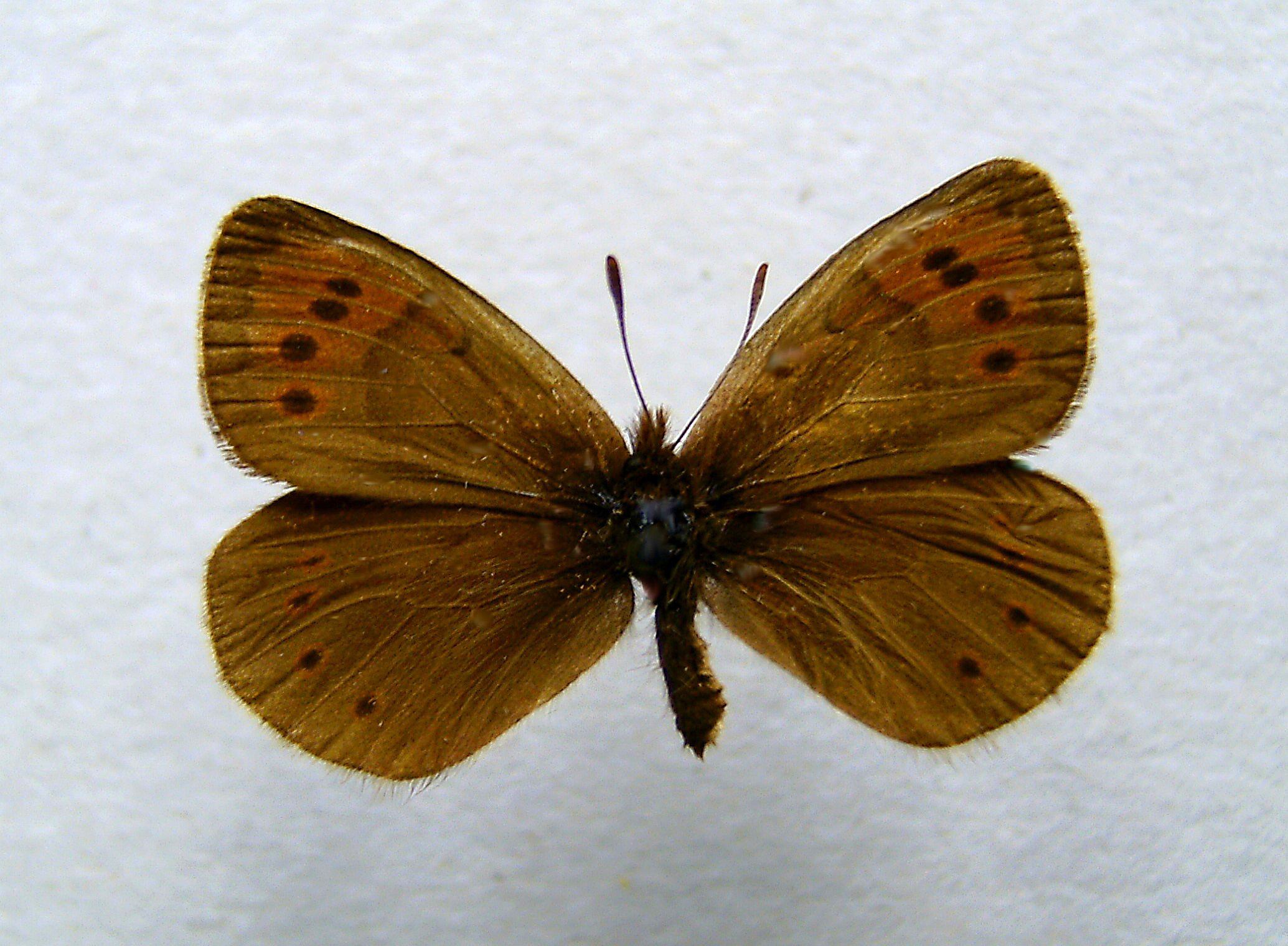
Erebia pandrose
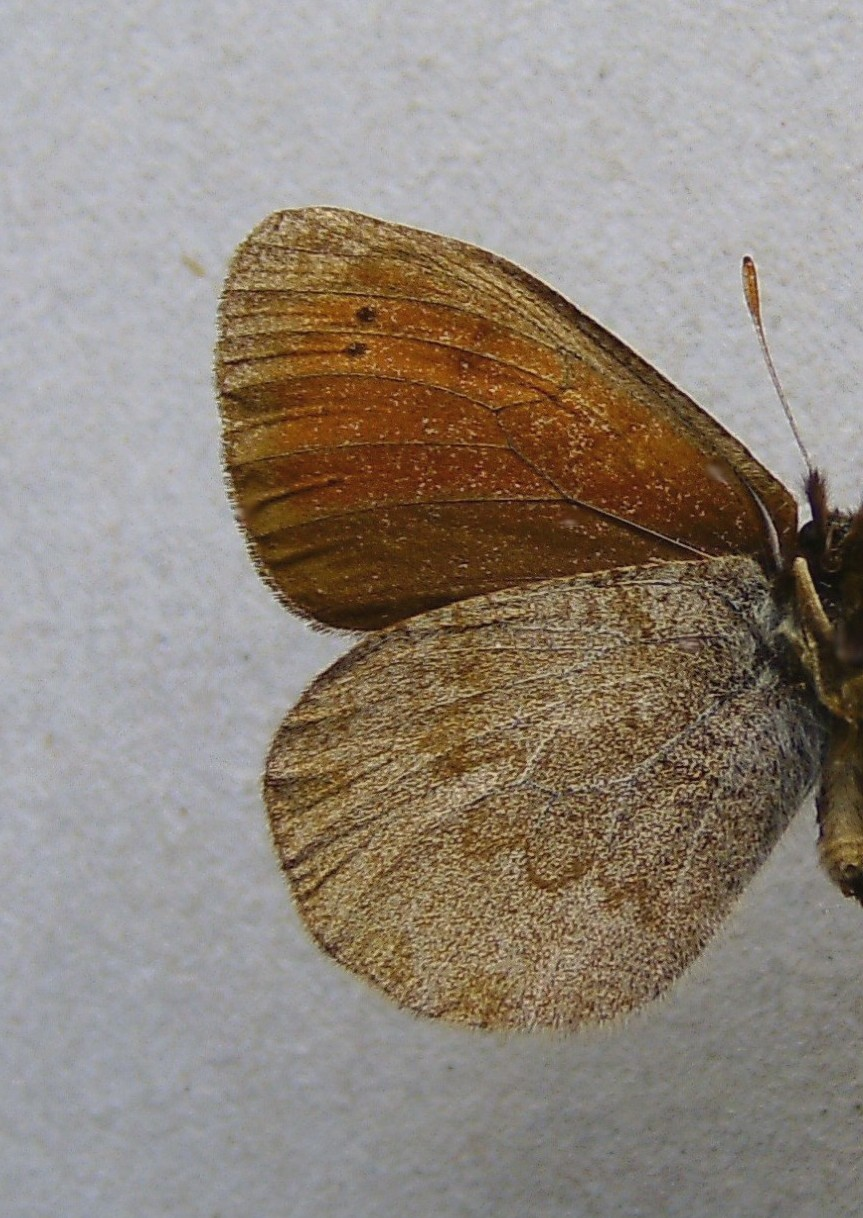
Erebia pandrose нижняя
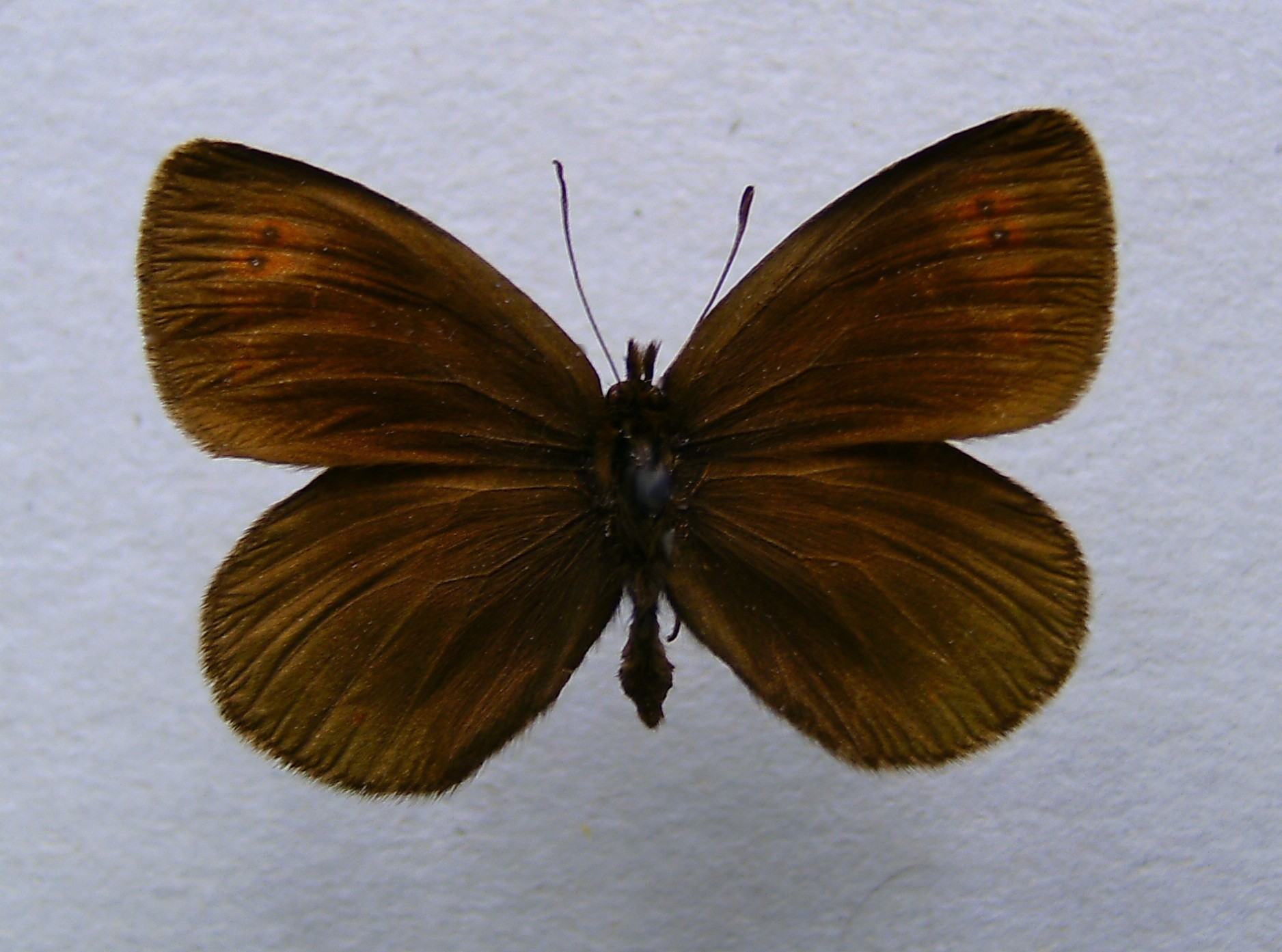
Erebia stirius
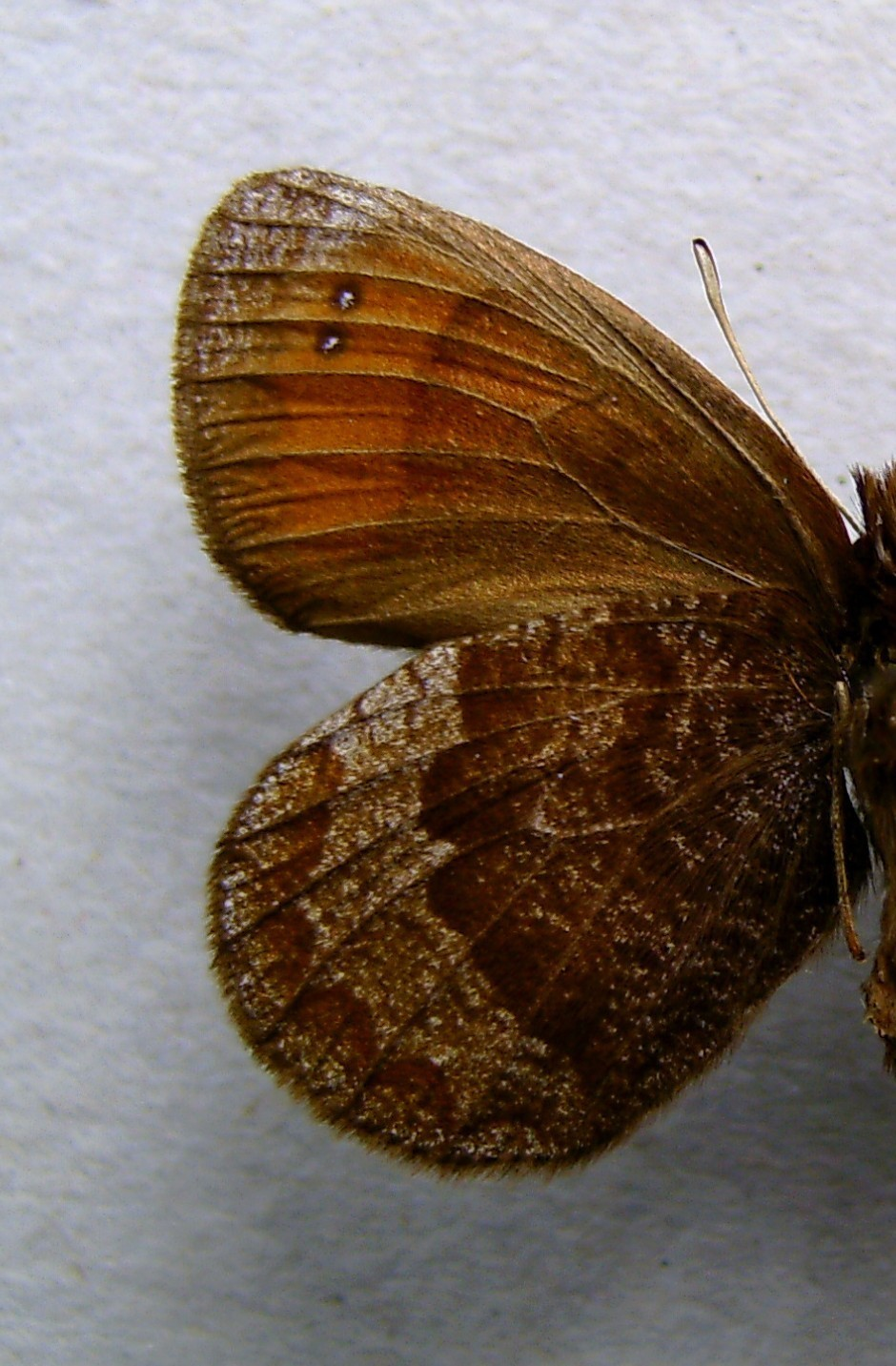
Erebia stirius нижняя
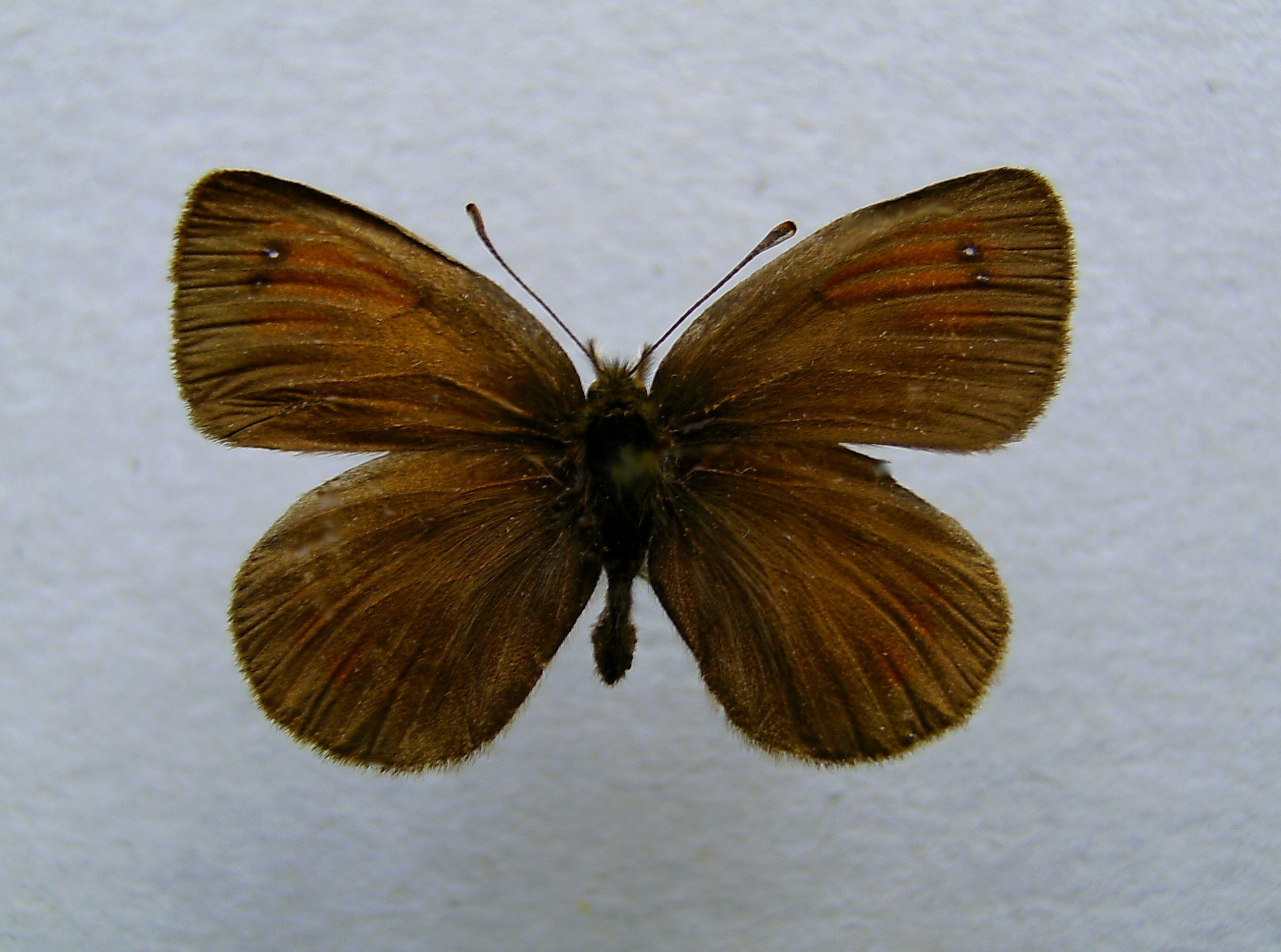
Erebia nivalis
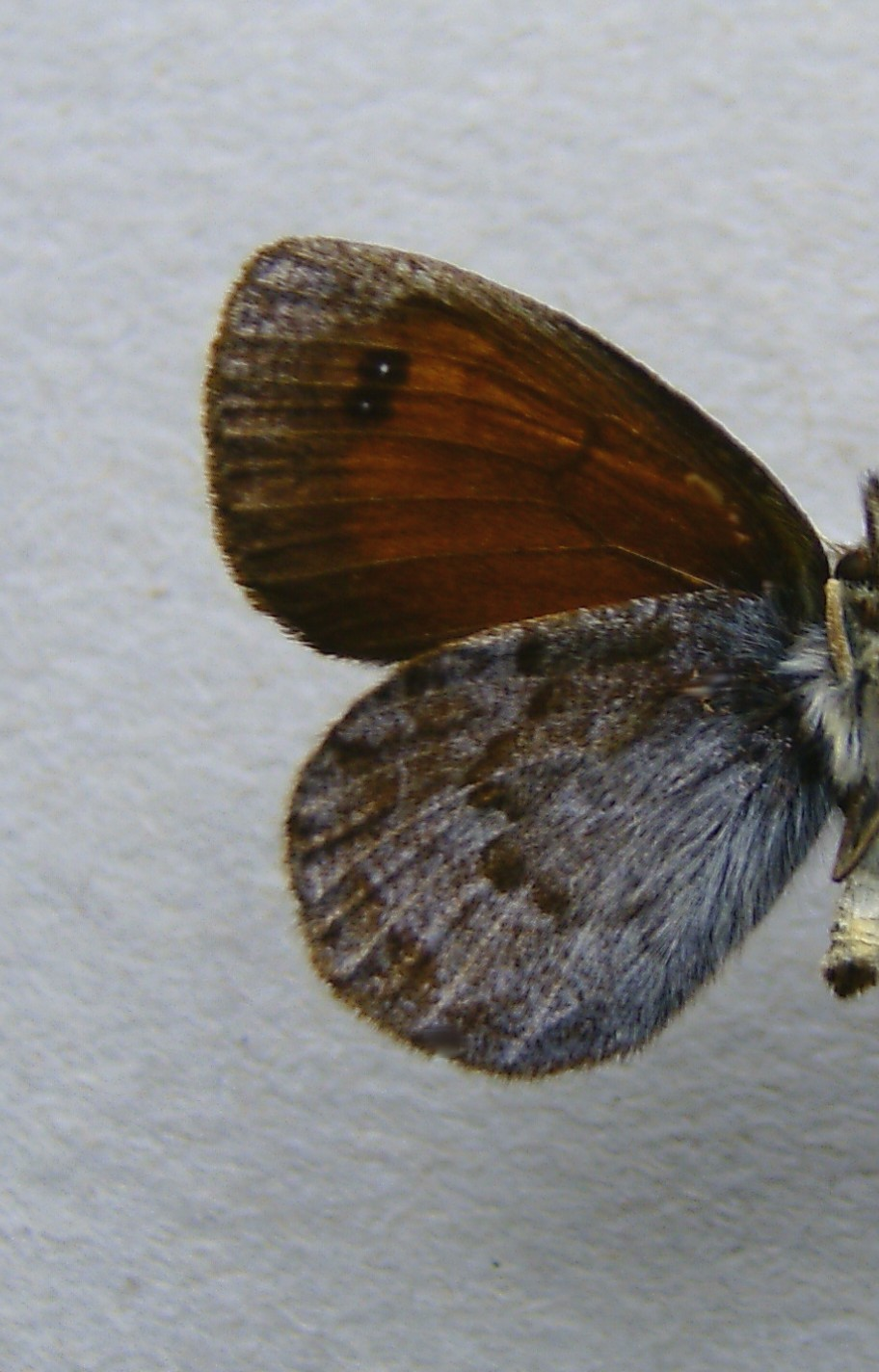
Erebia nivalis нижняя
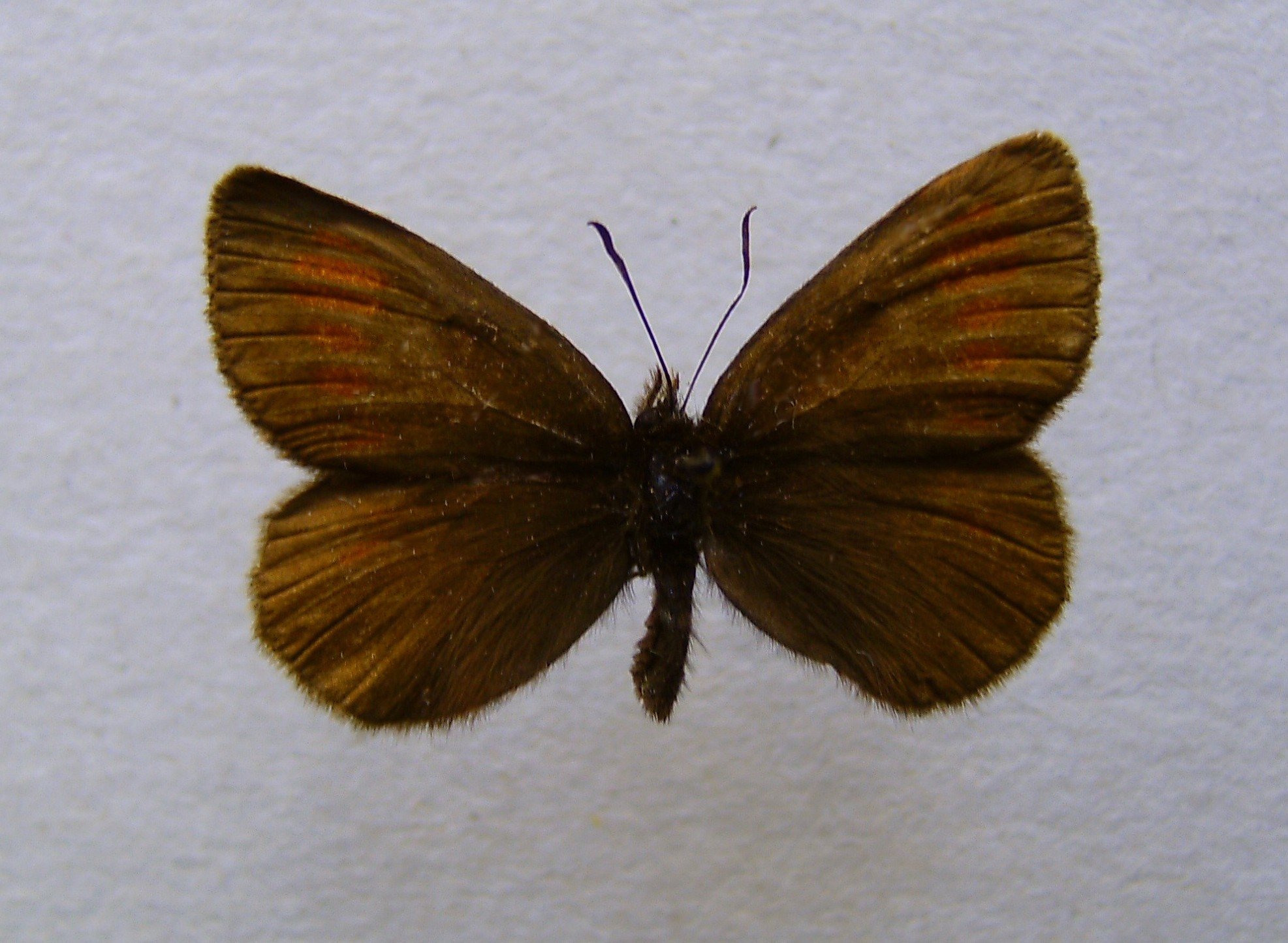
Erebia manto ♂
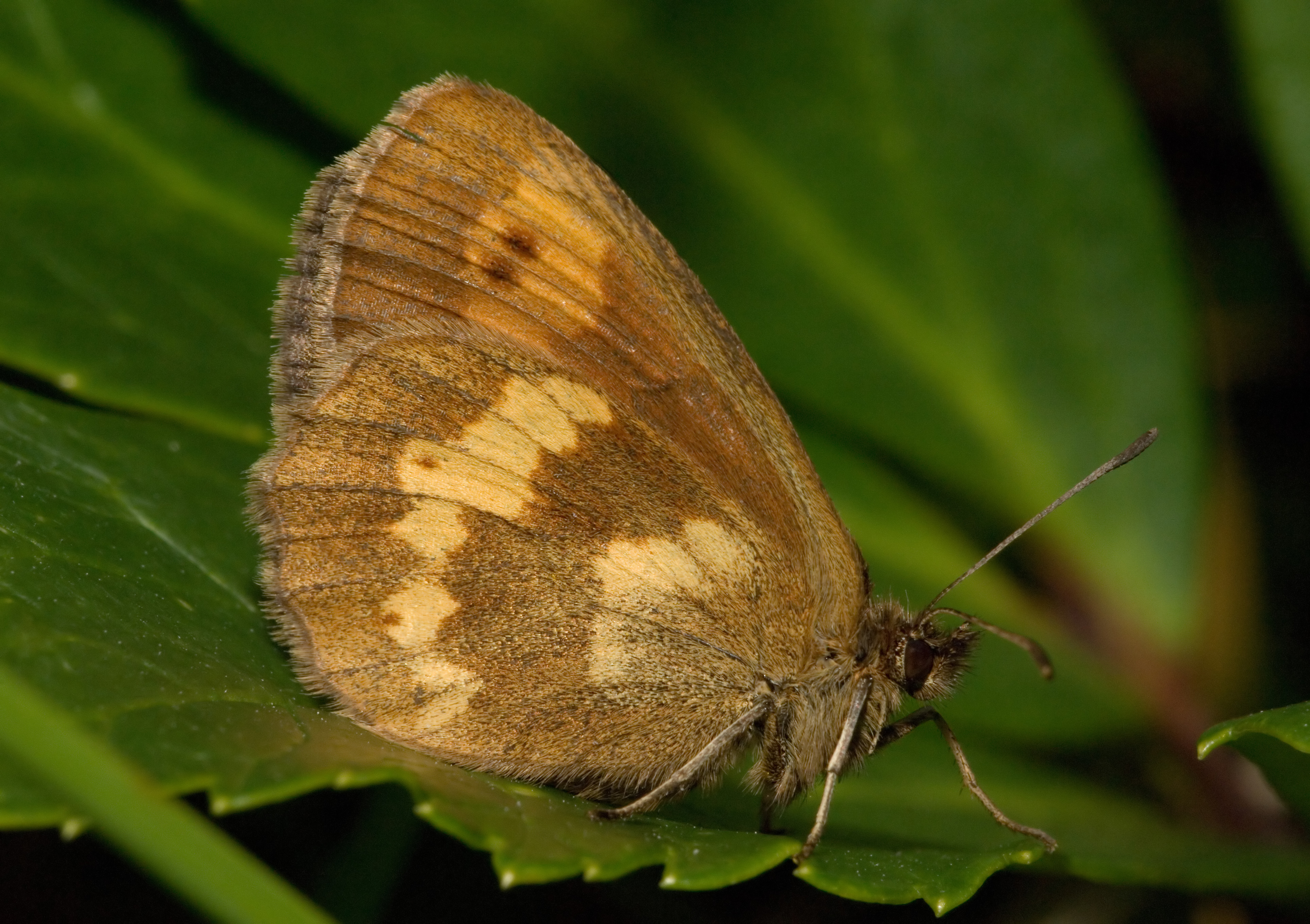
Erebia manto нижняя ♀
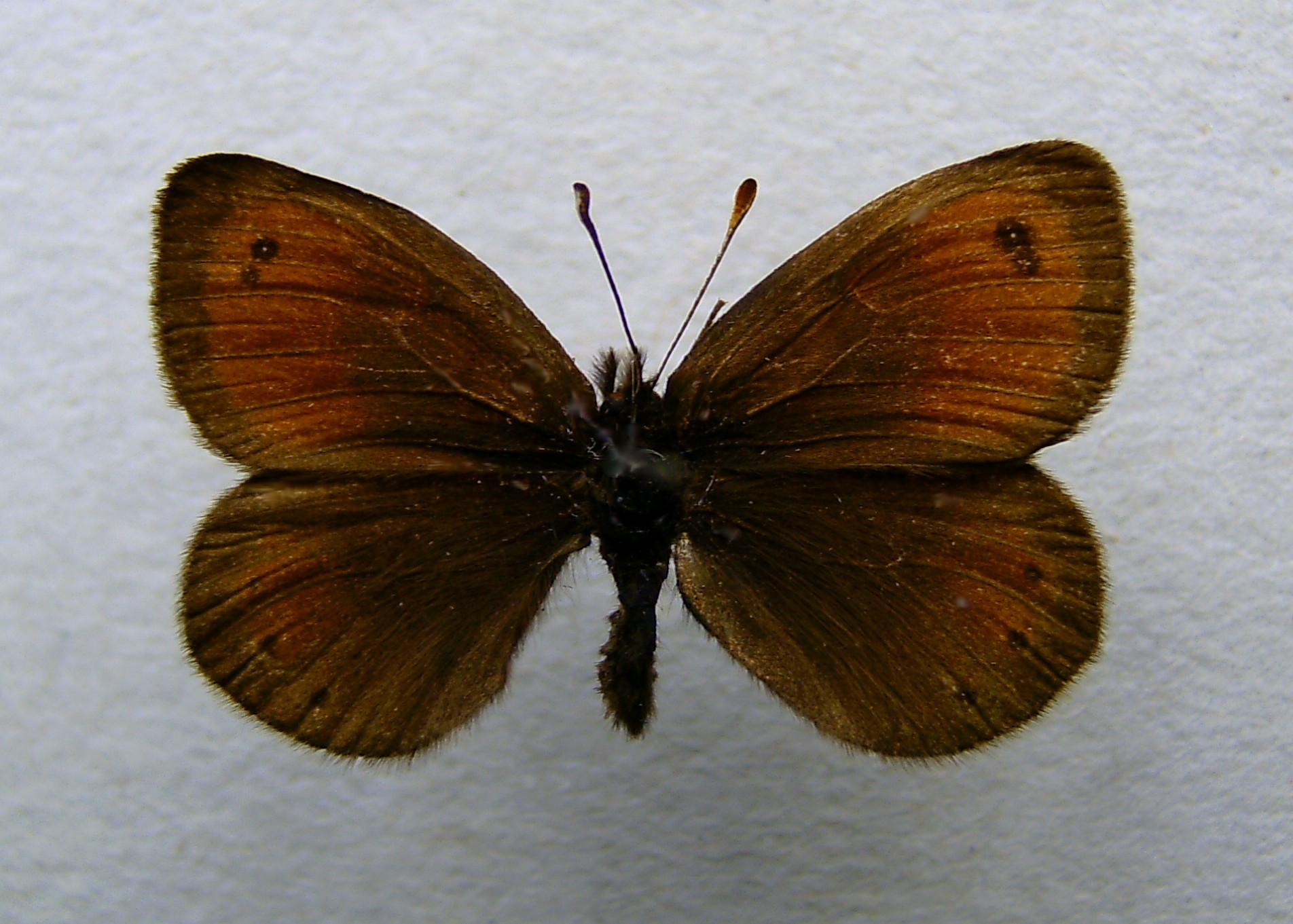
Erebia gorge
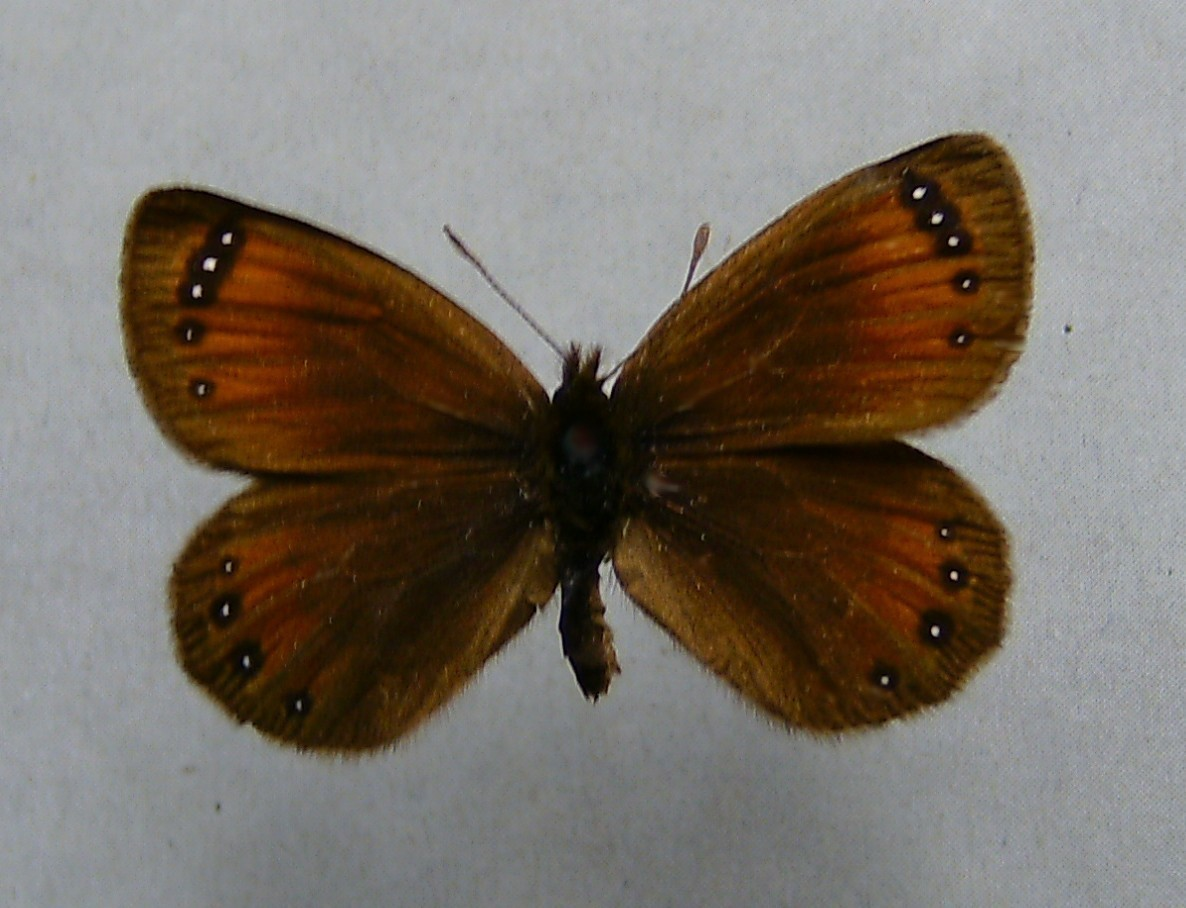
Erebia gorge f. triopes
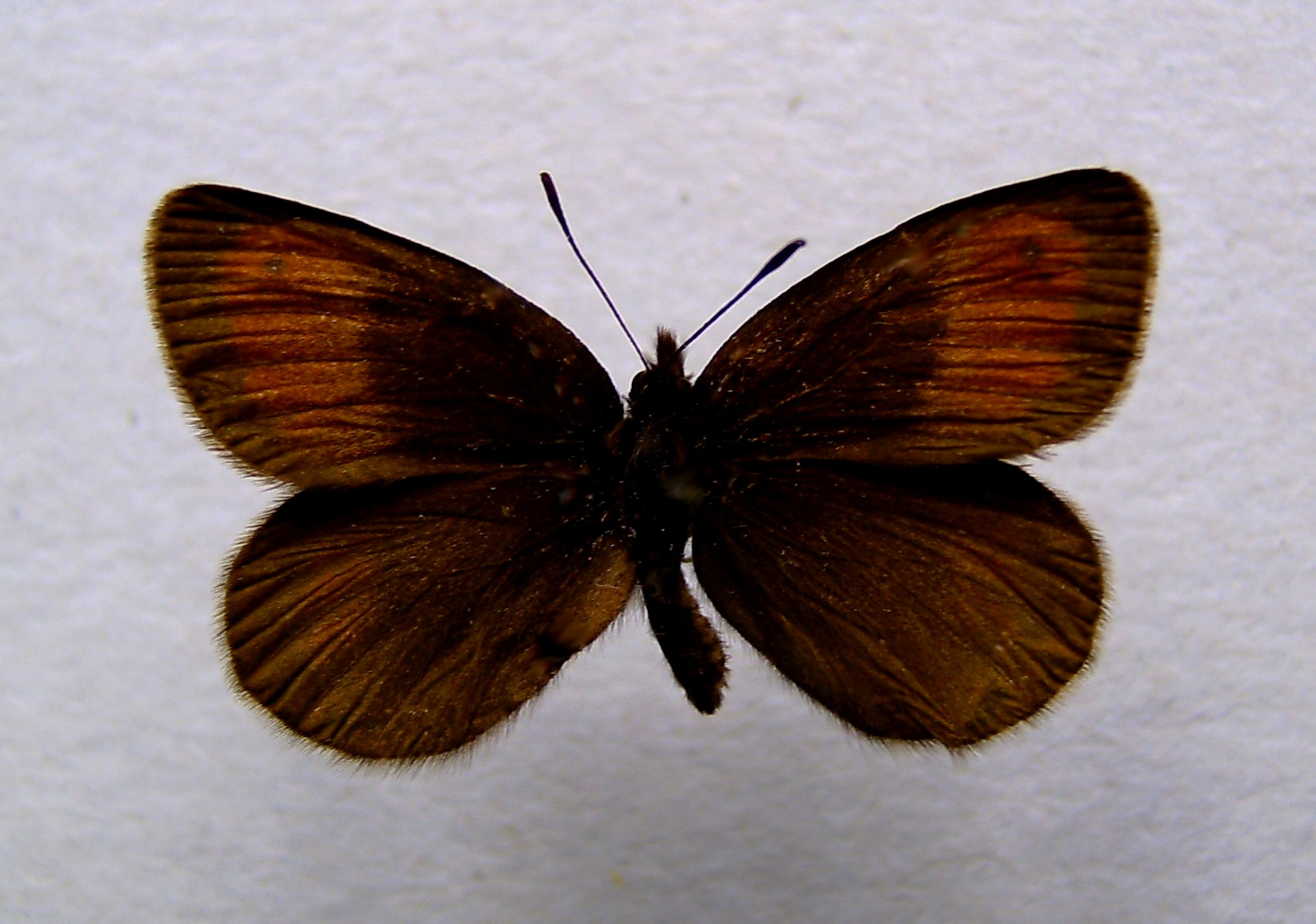
Erebia gorge f. erynis
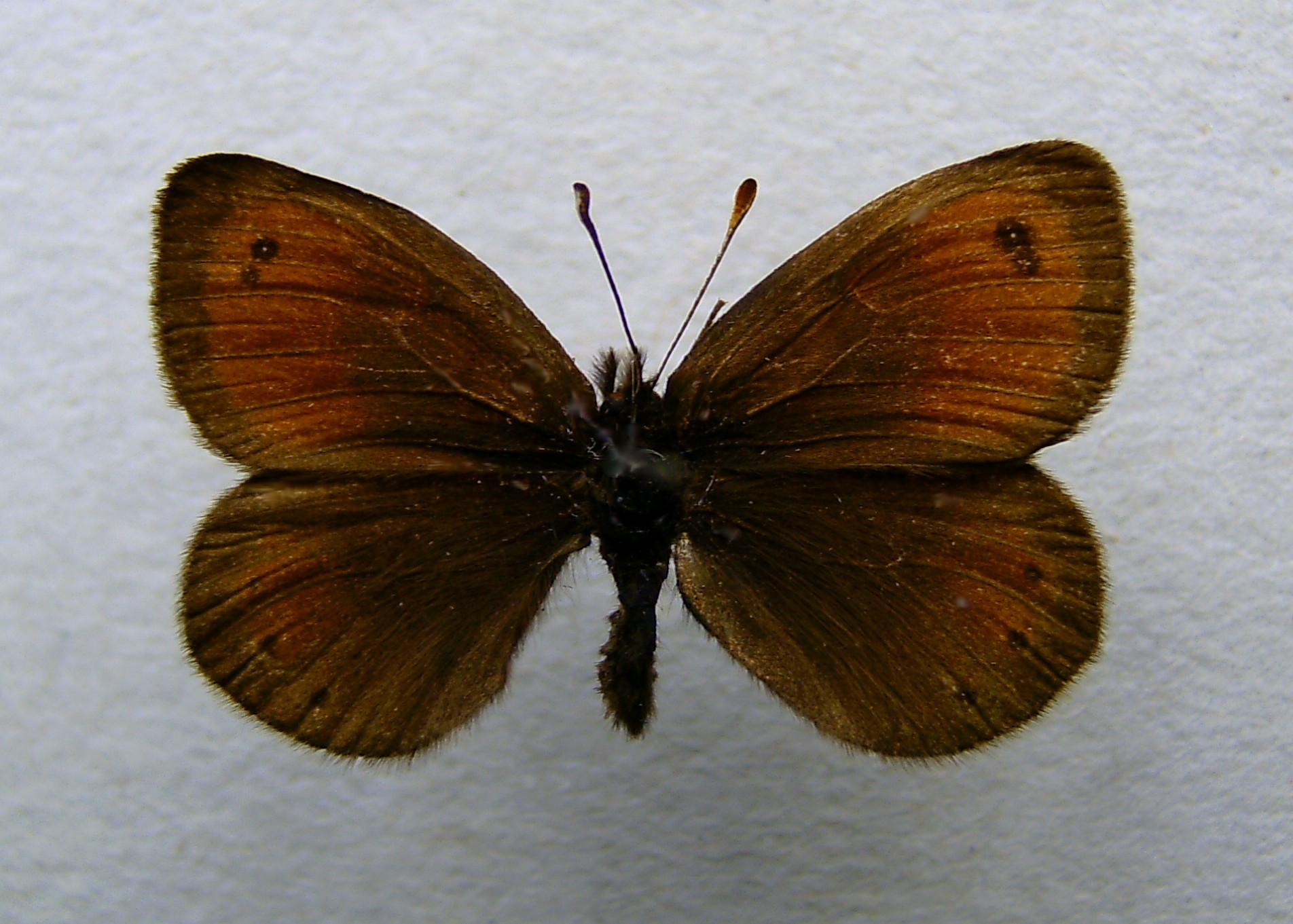
Erebia gorge нижняя
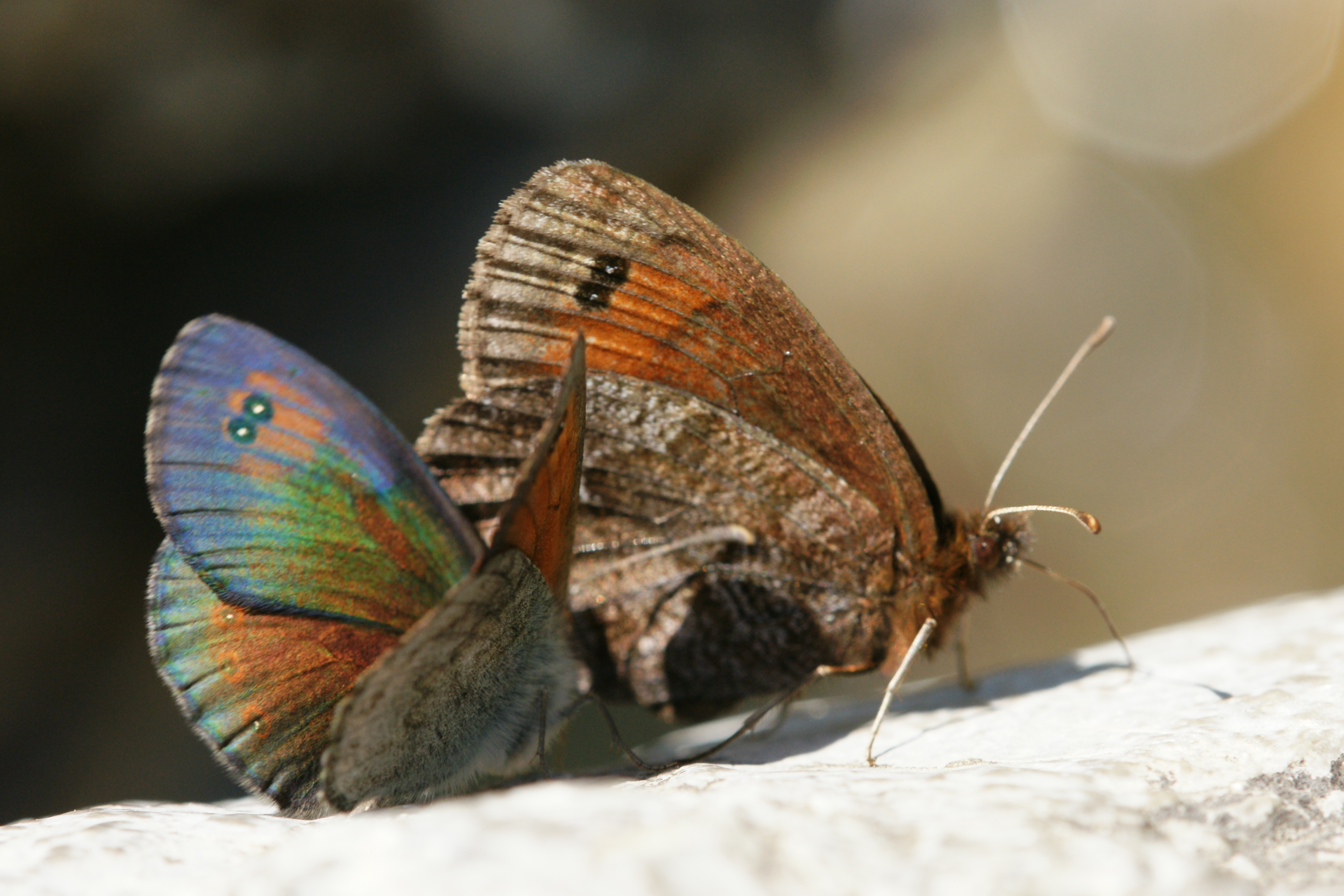
Erebia tyndarus
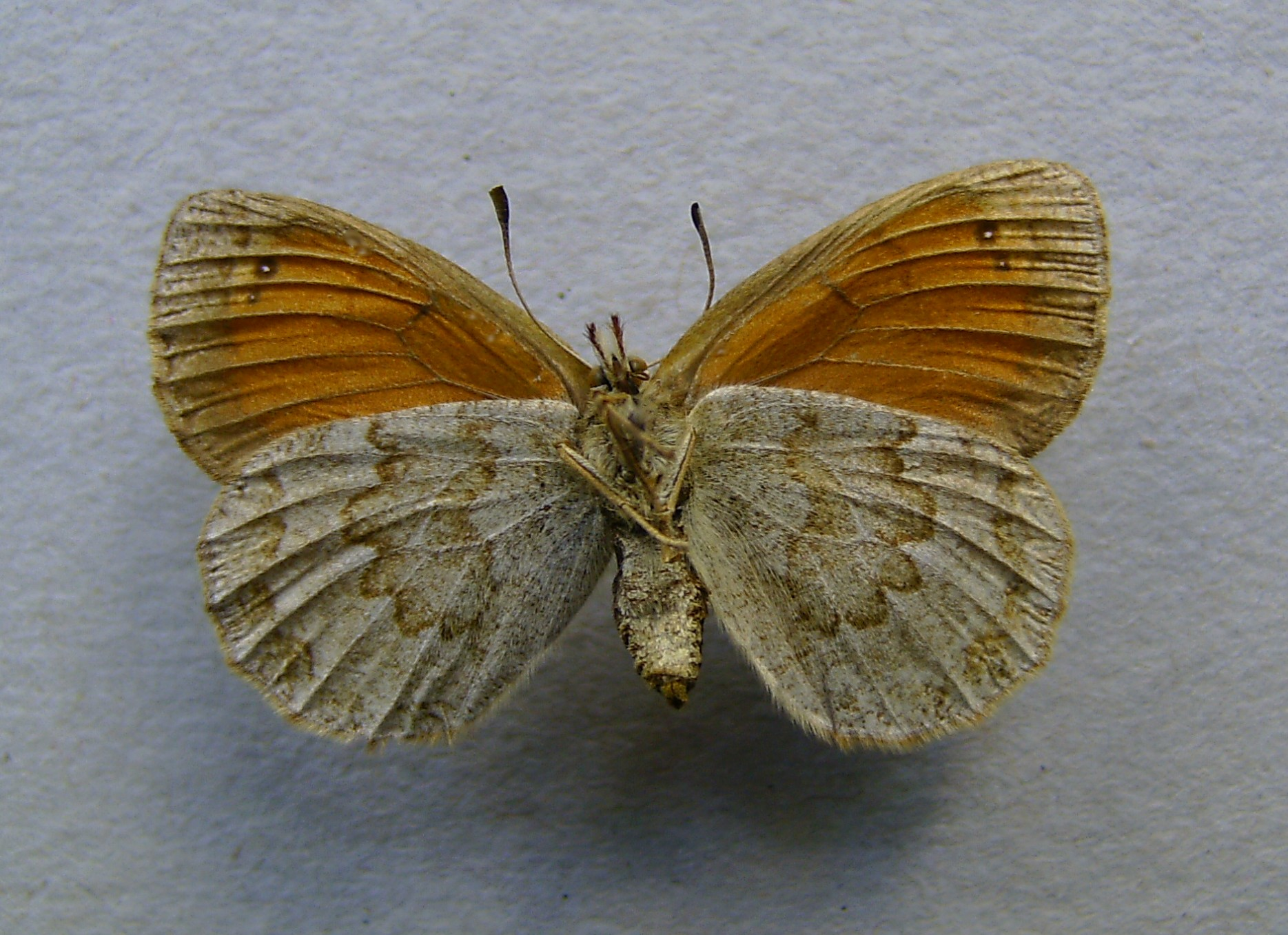
Erebia tyndarus нижняя
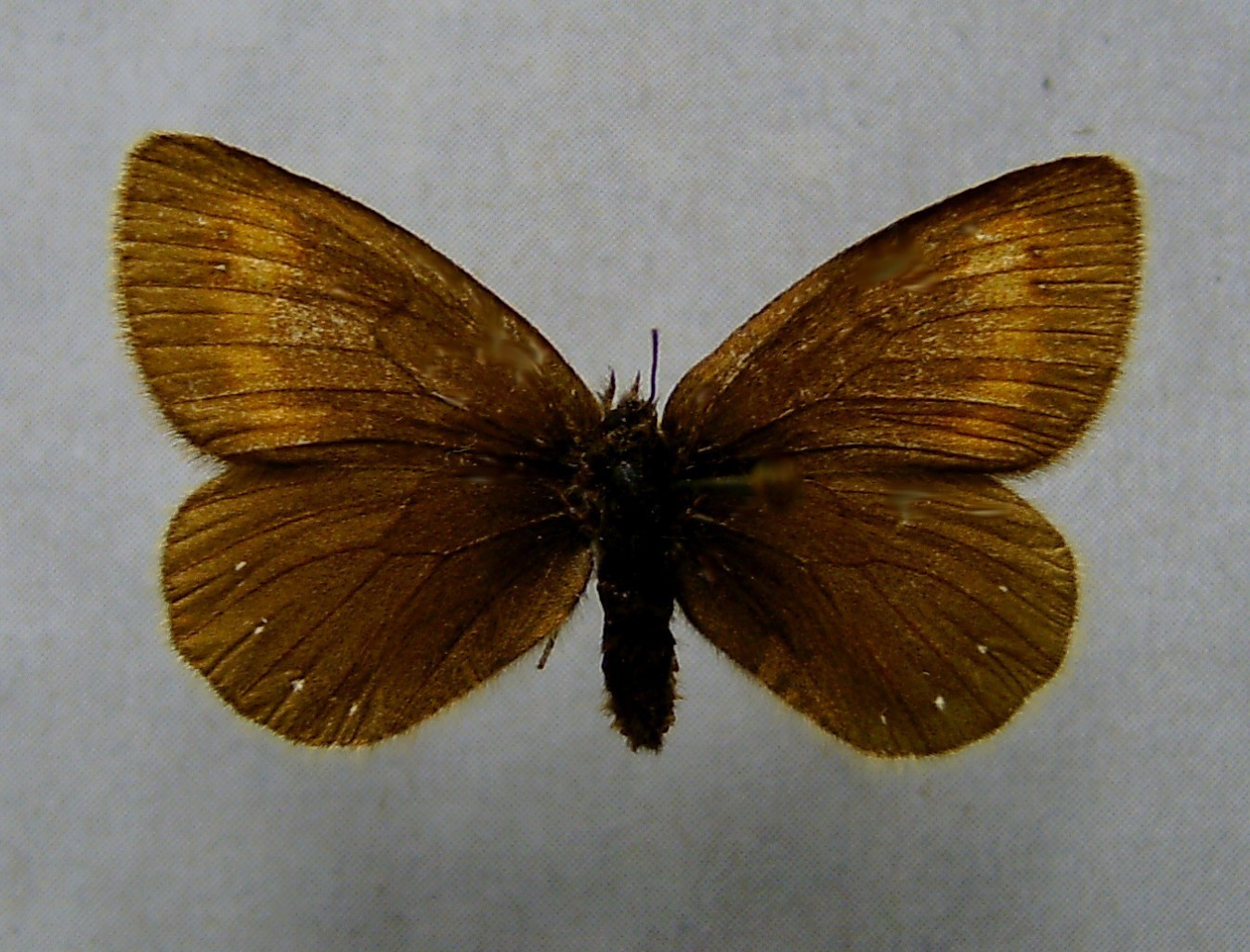
Erebia claudina
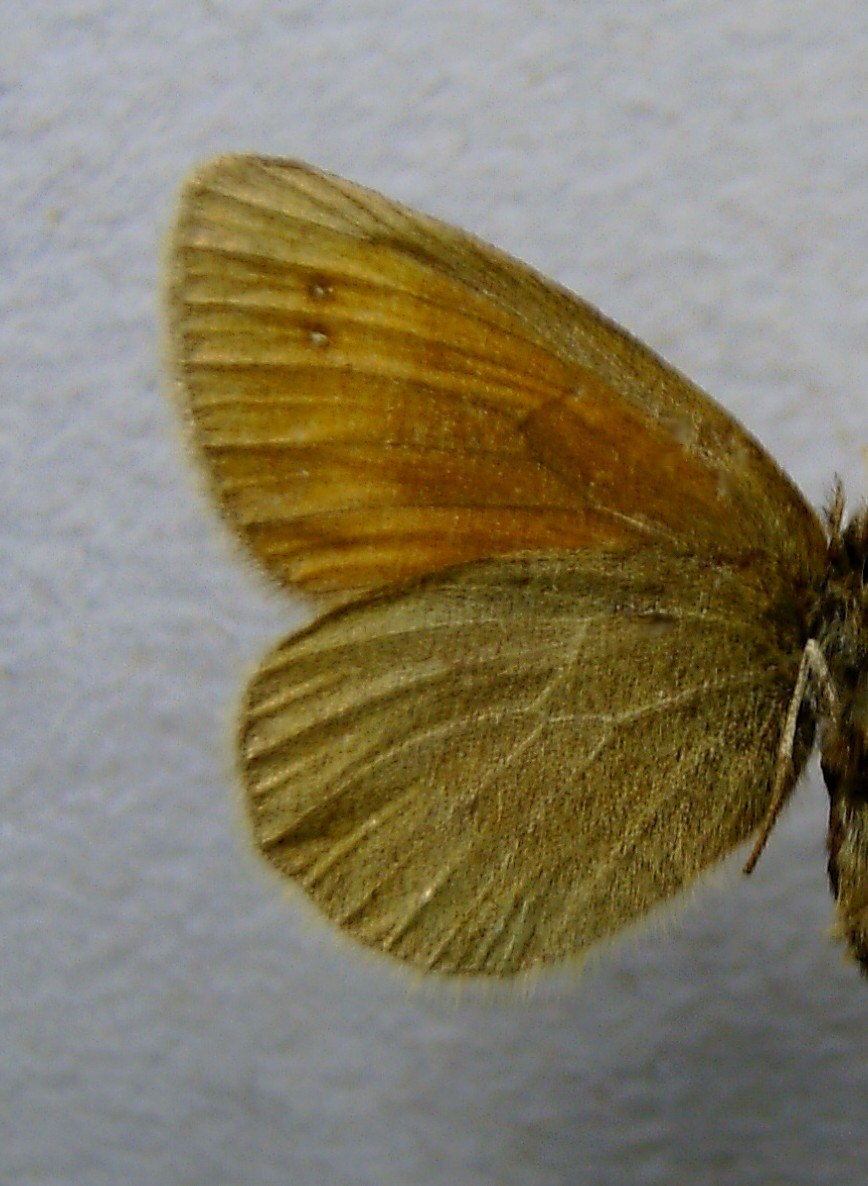
Erebia claudina нижняя
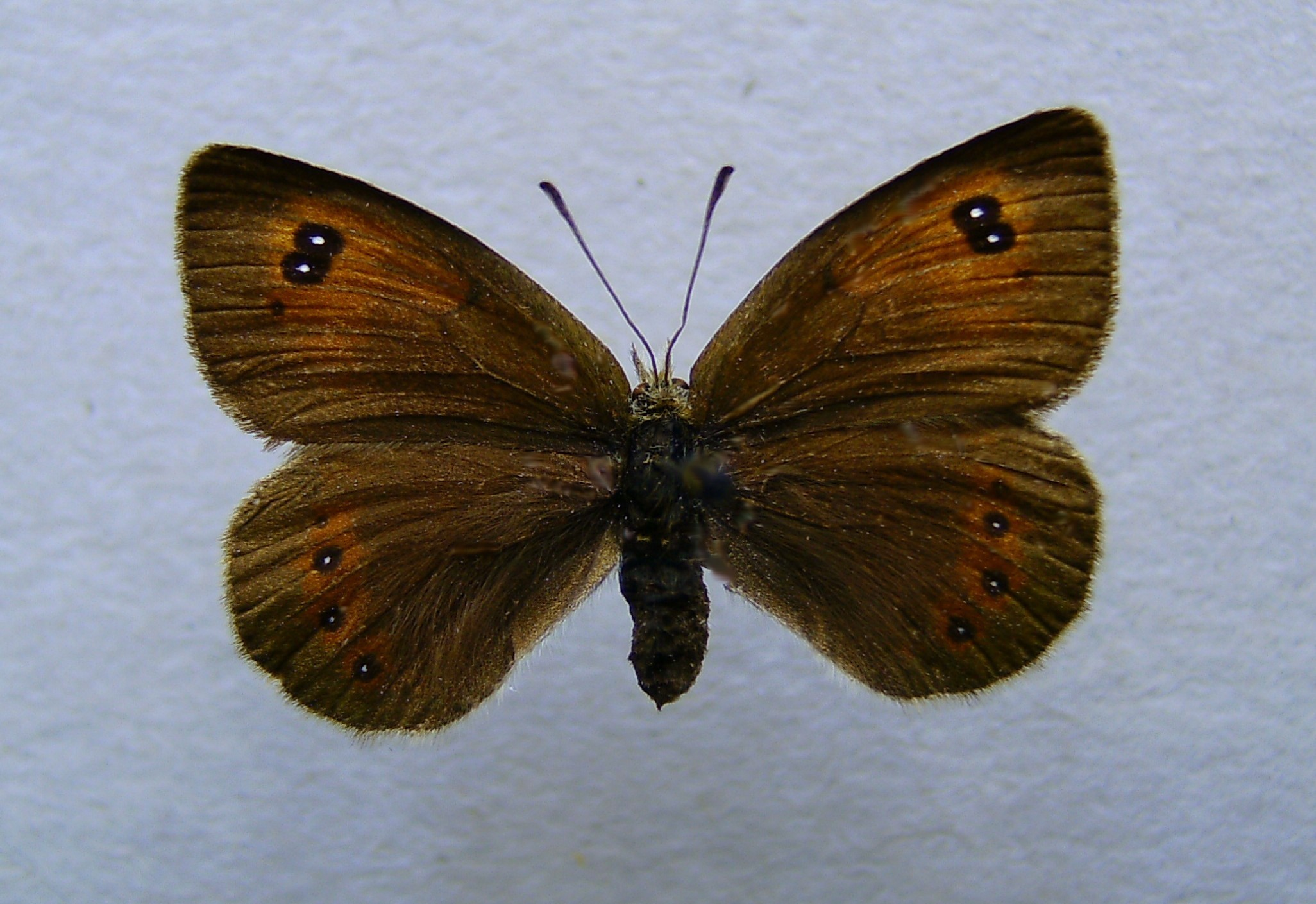
Erebia cassioides
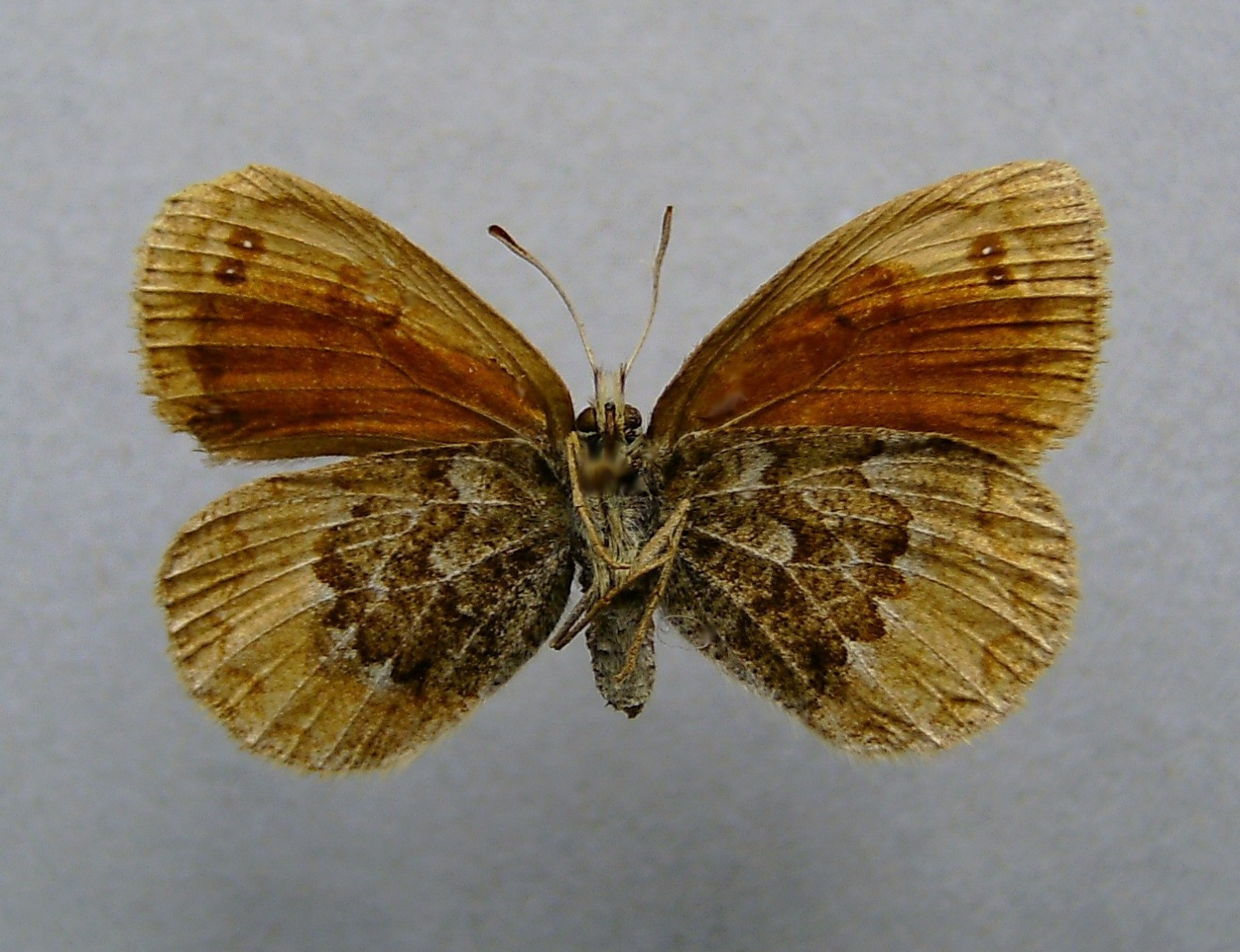
Erebia cassioides нижняя ♀
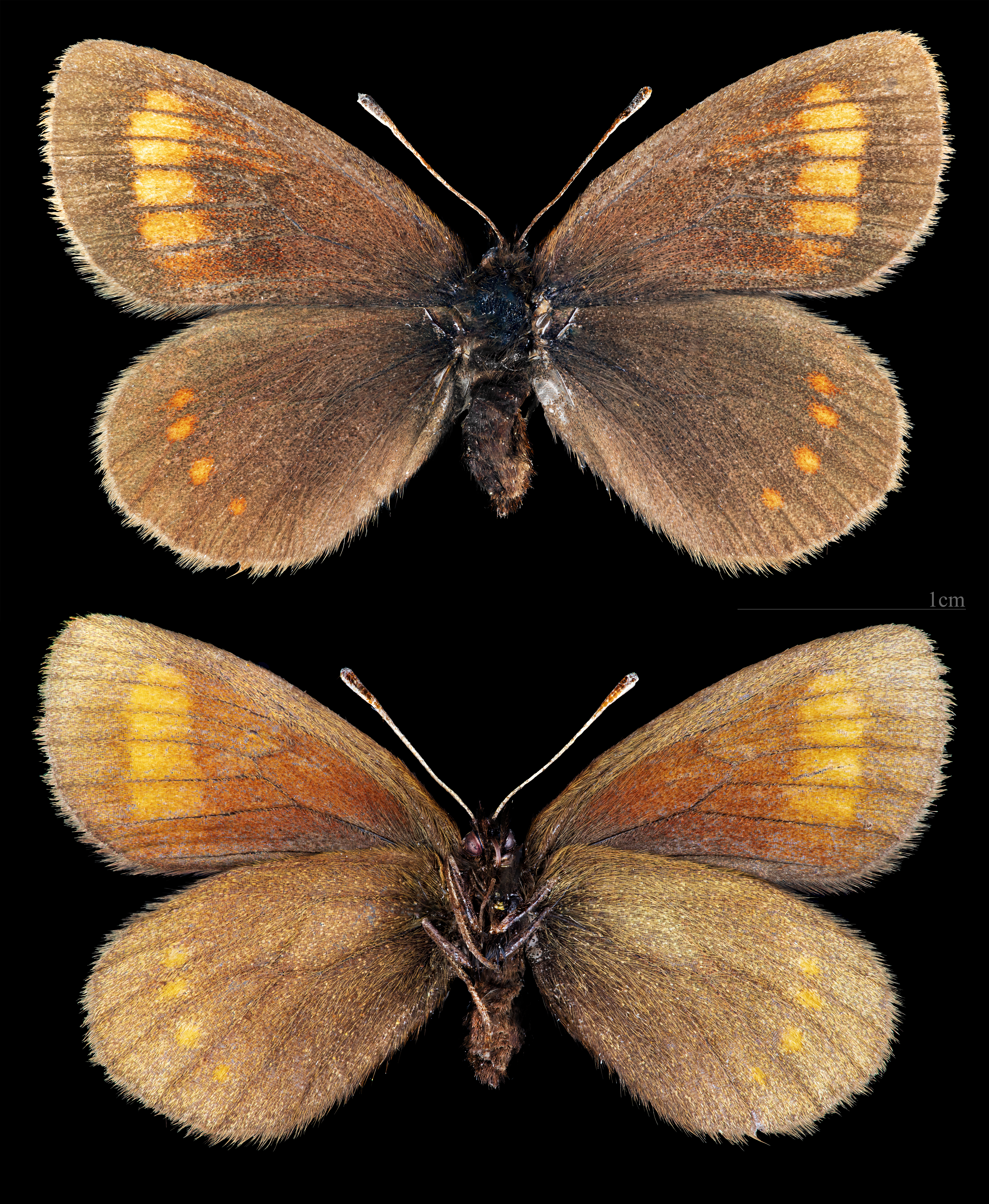
Erebia pharte  ♀
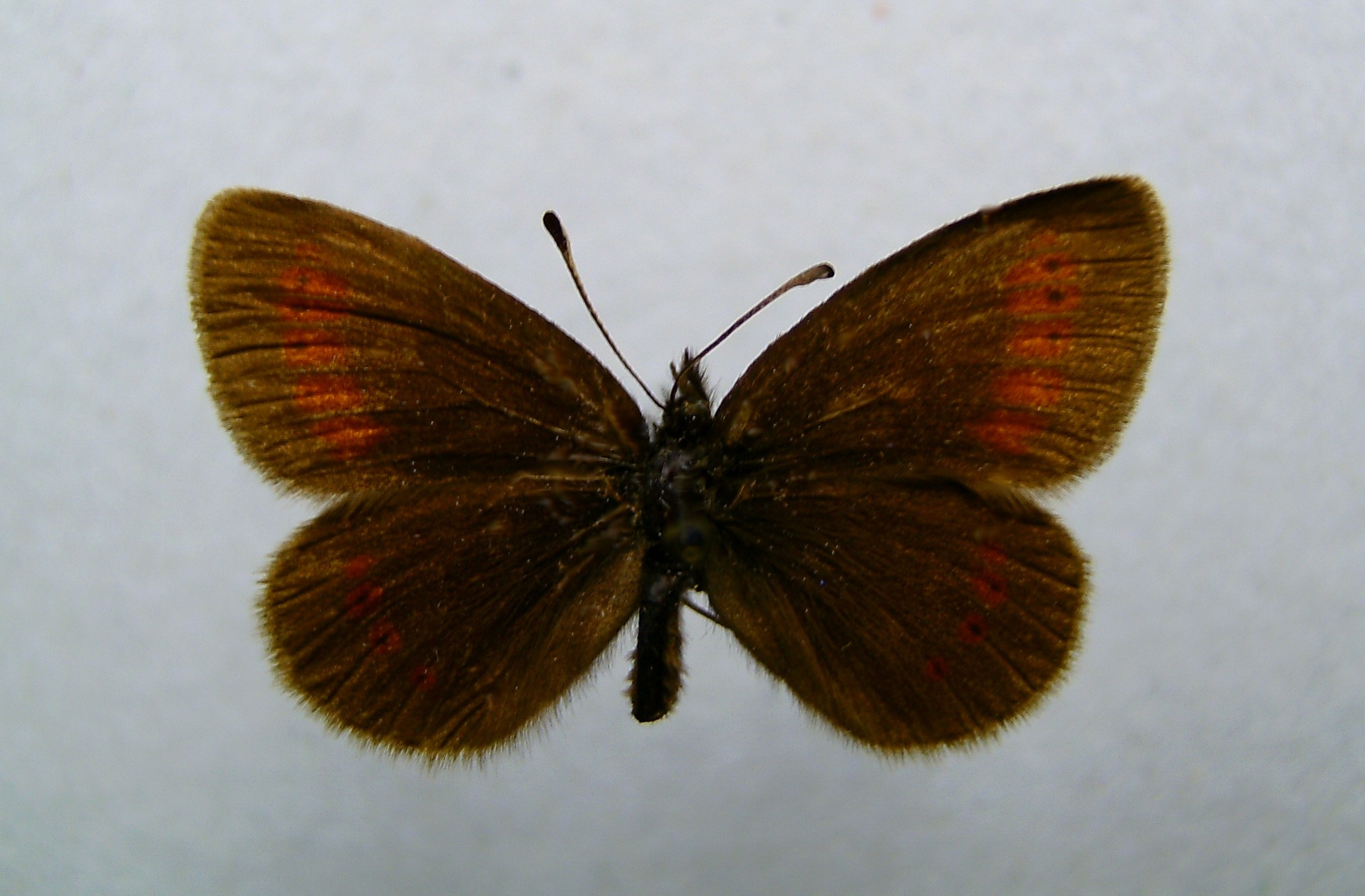
Erebia melampus
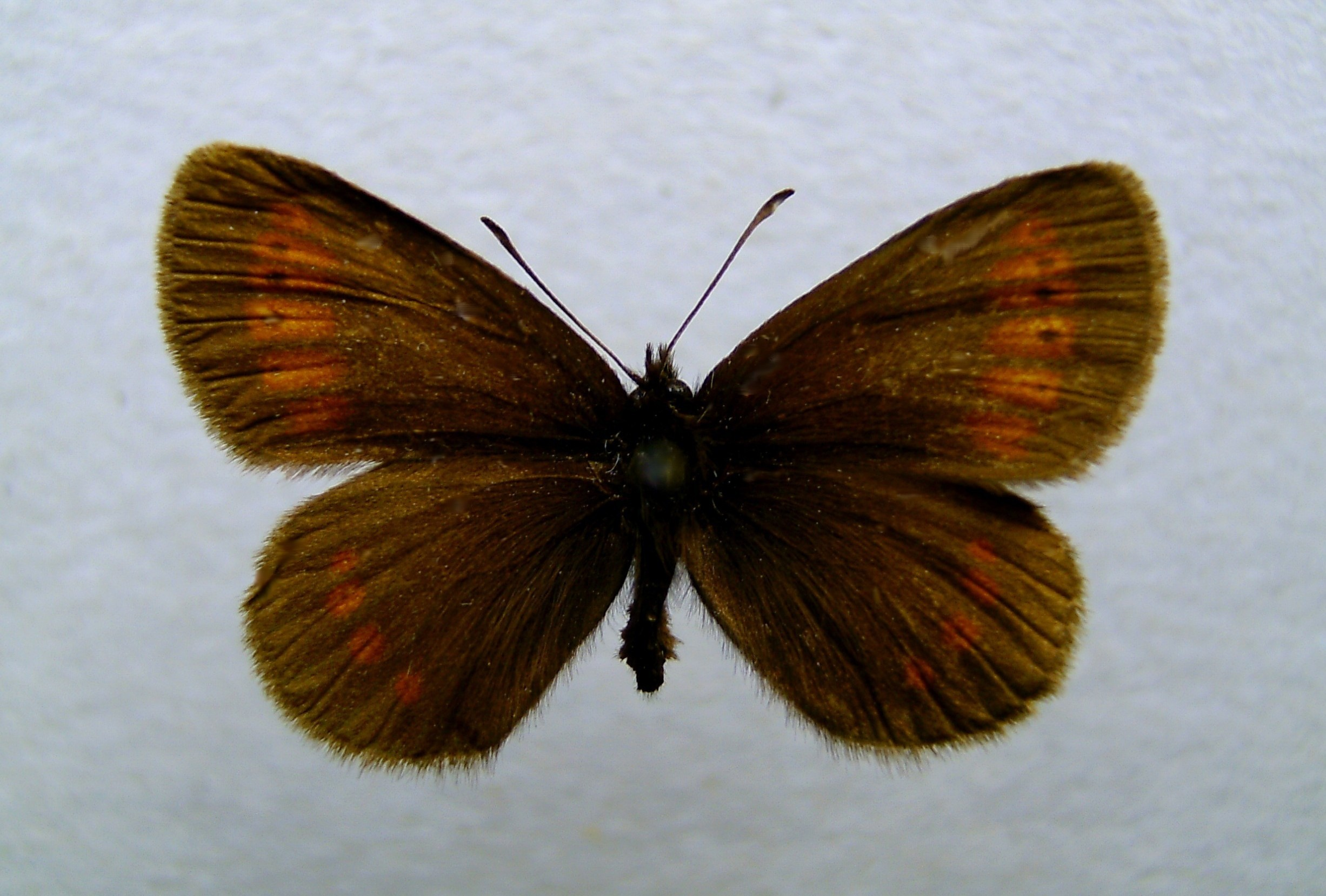
Erebia sudetica
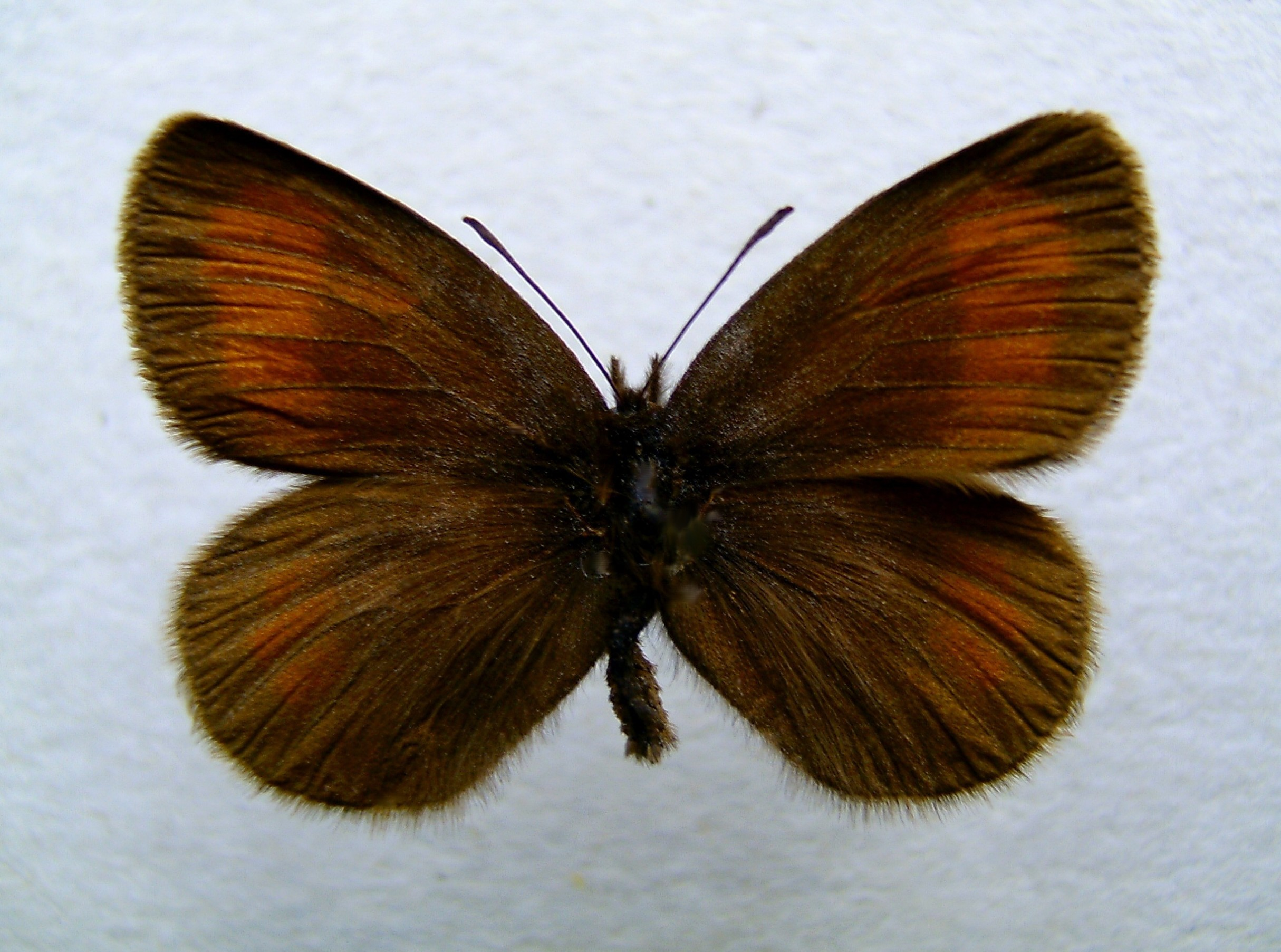
Erebia mnestra
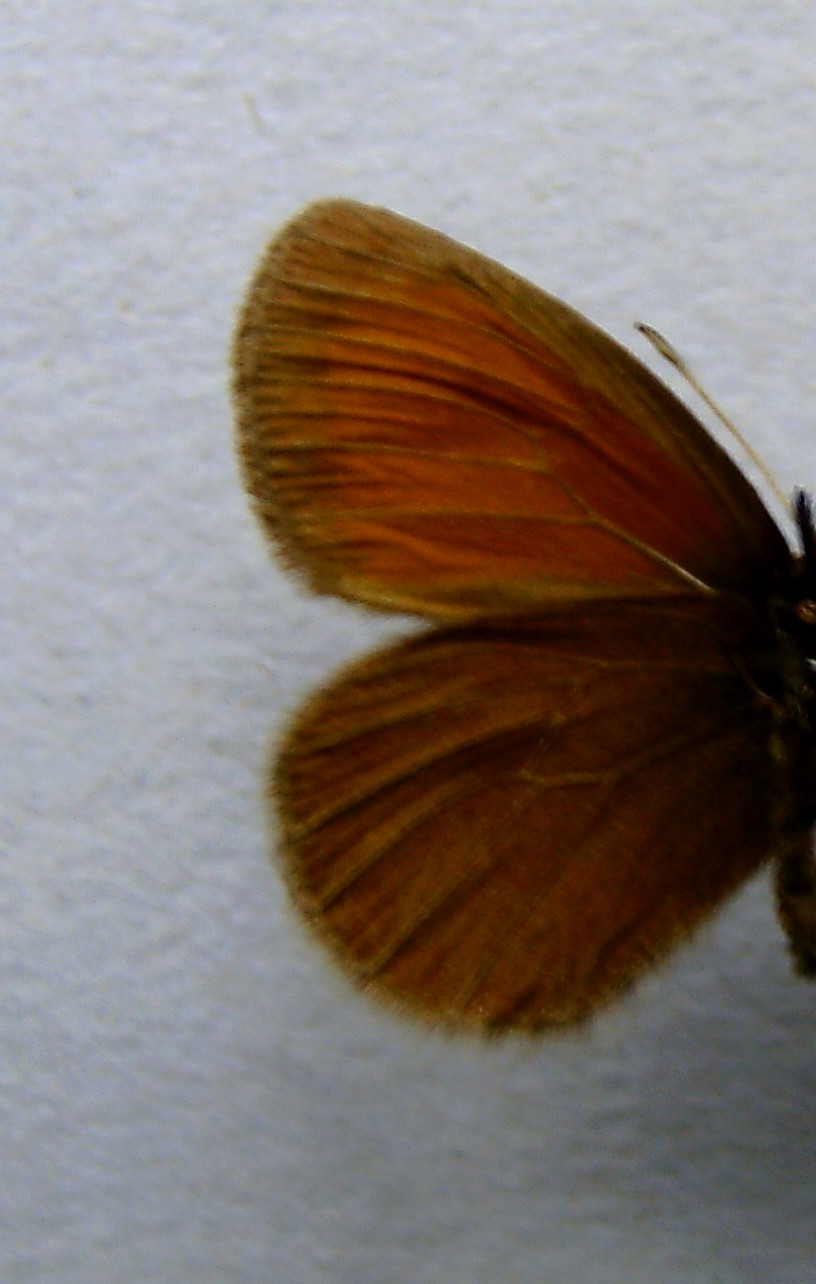
Erebia mnestra нижняя
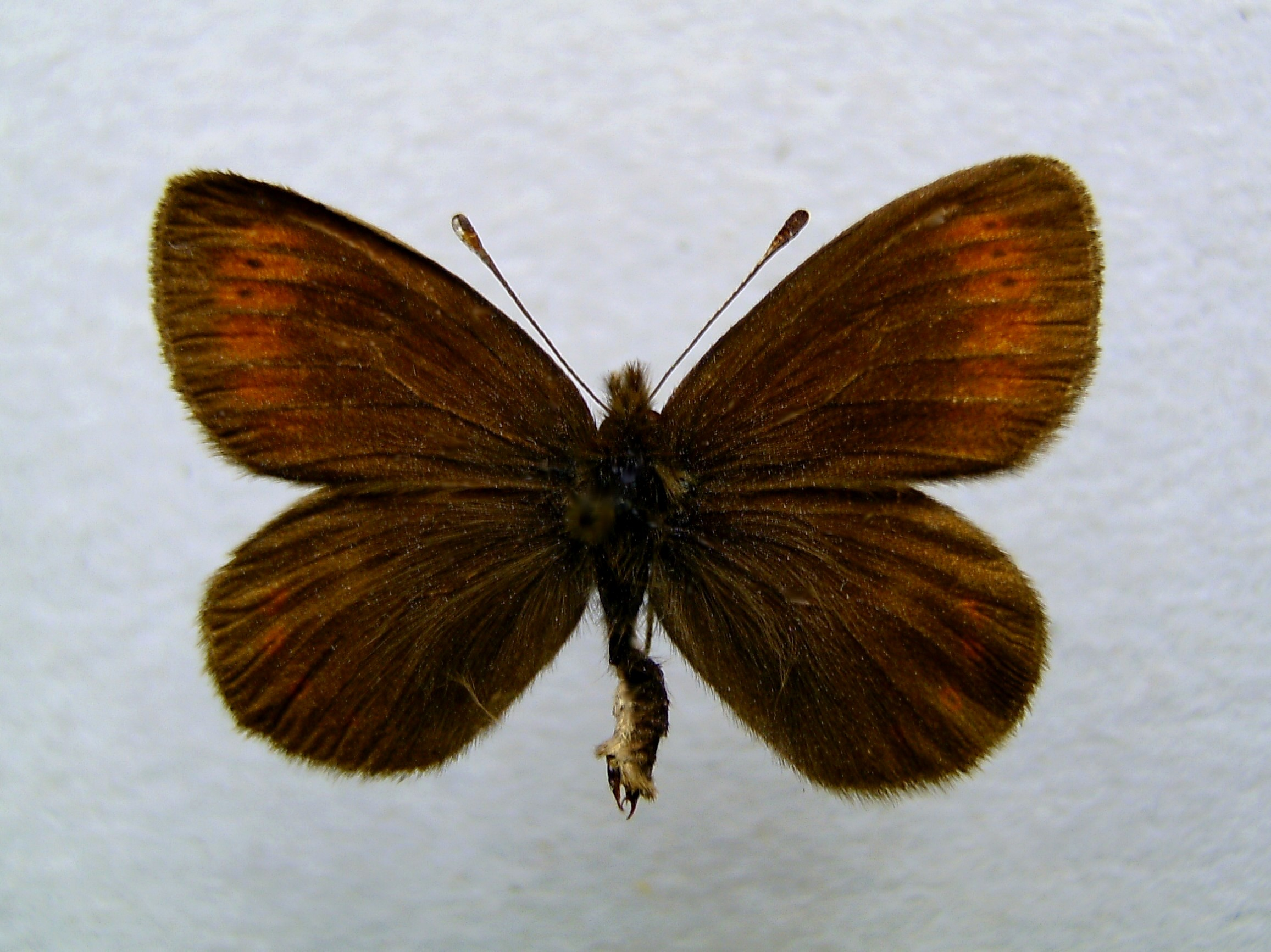
Erebia christi
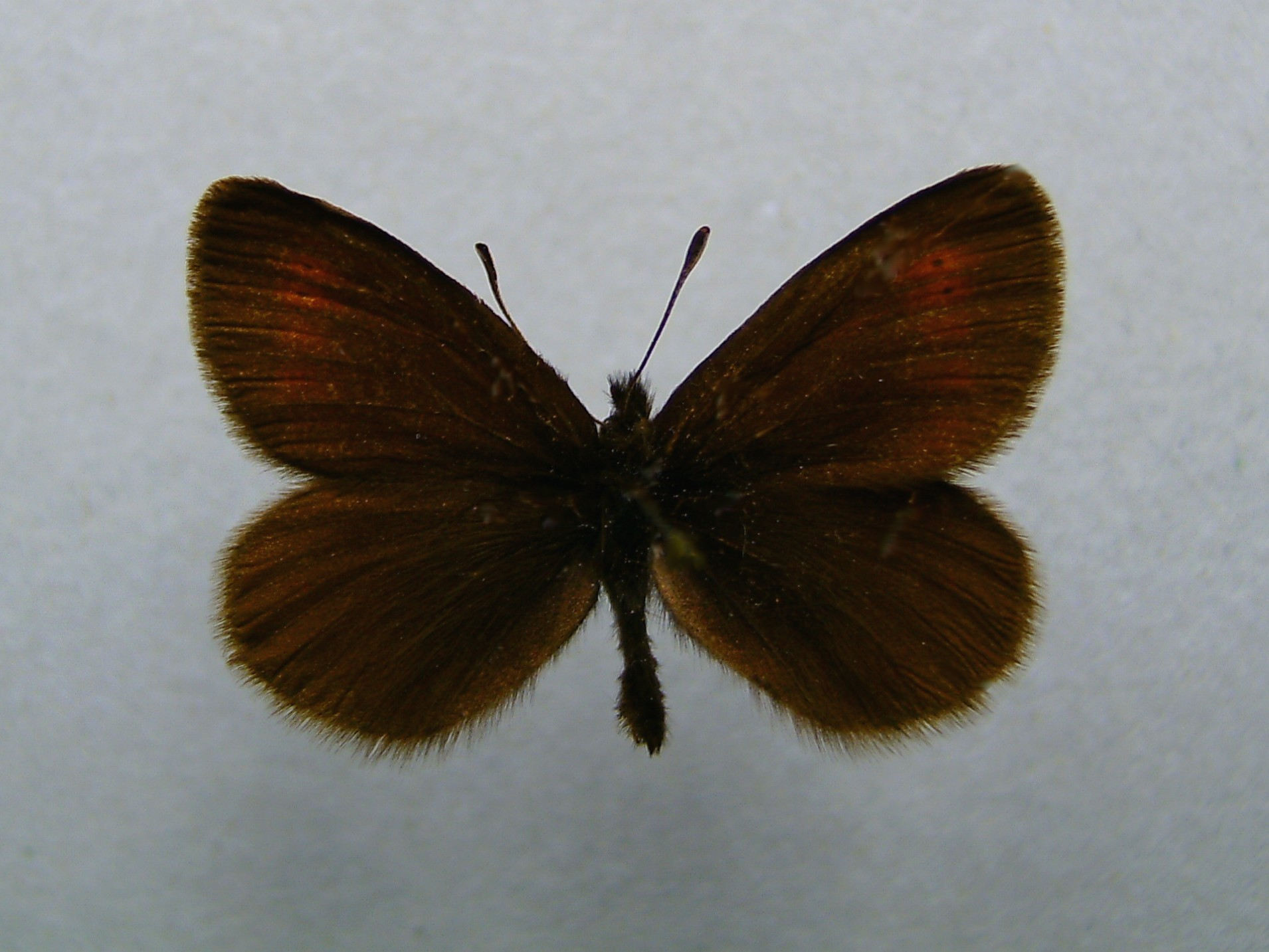
Erebia eryphile
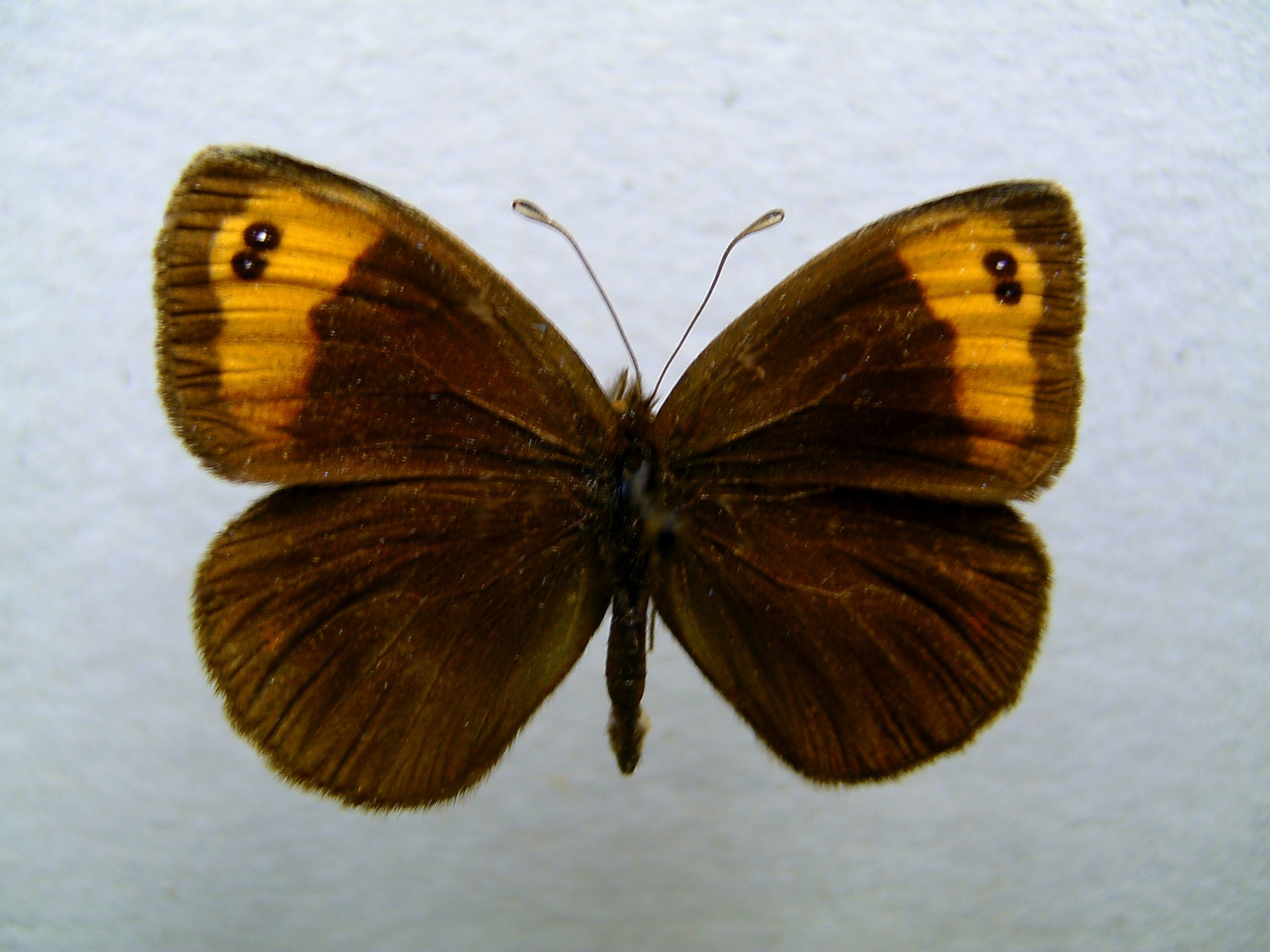
Erebia zapateri
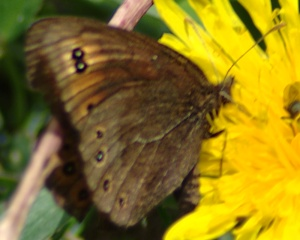
Erebia episodea
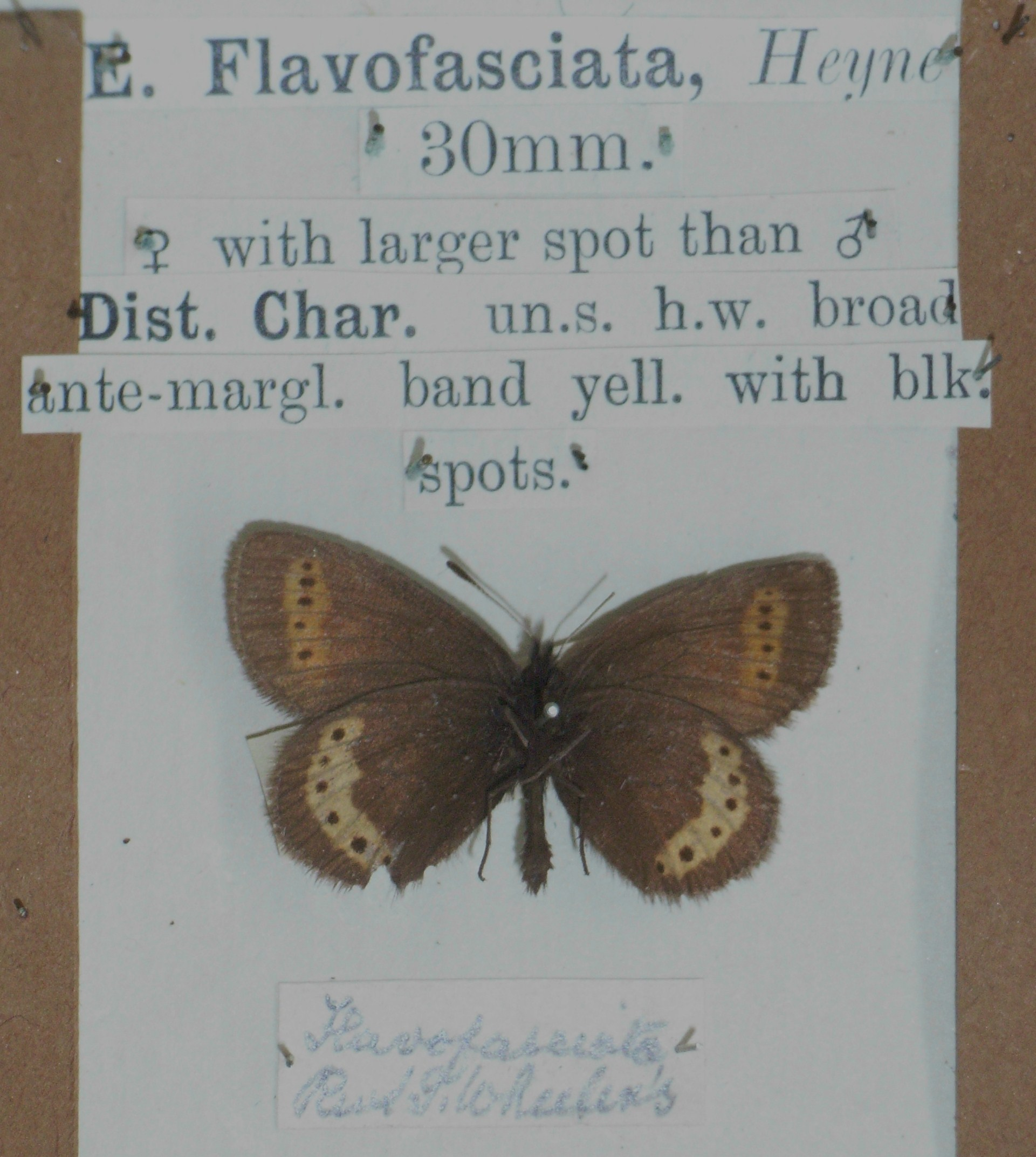
Erebia flavofasciata
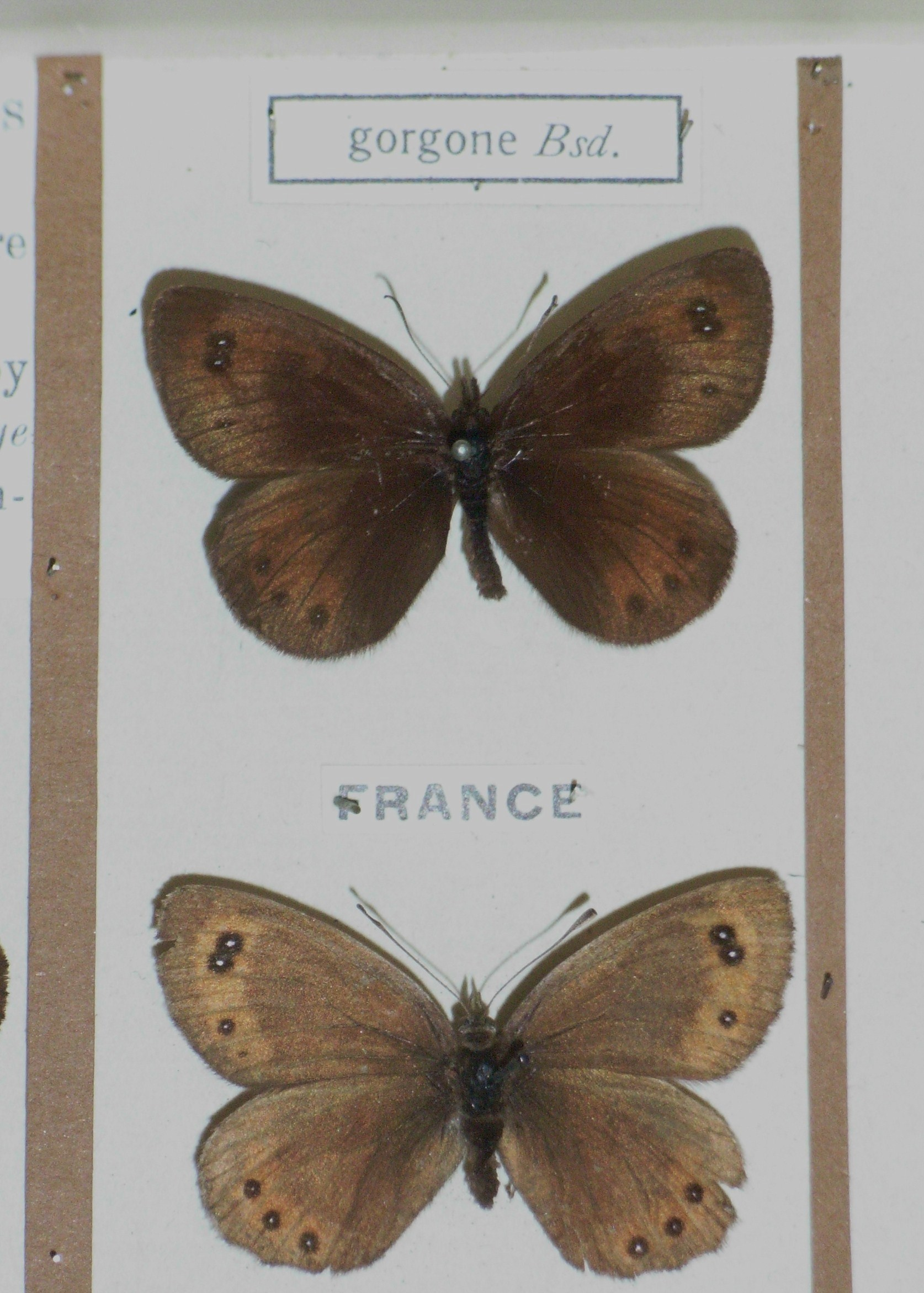
Erebia gorgone
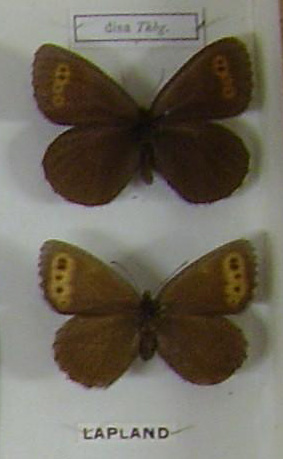
Erebia disa
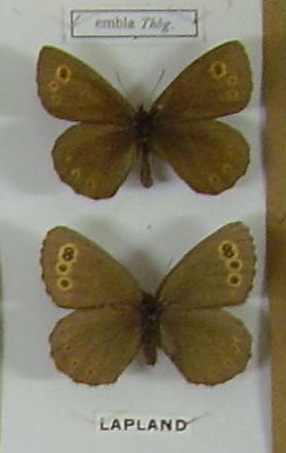
Erebia embla
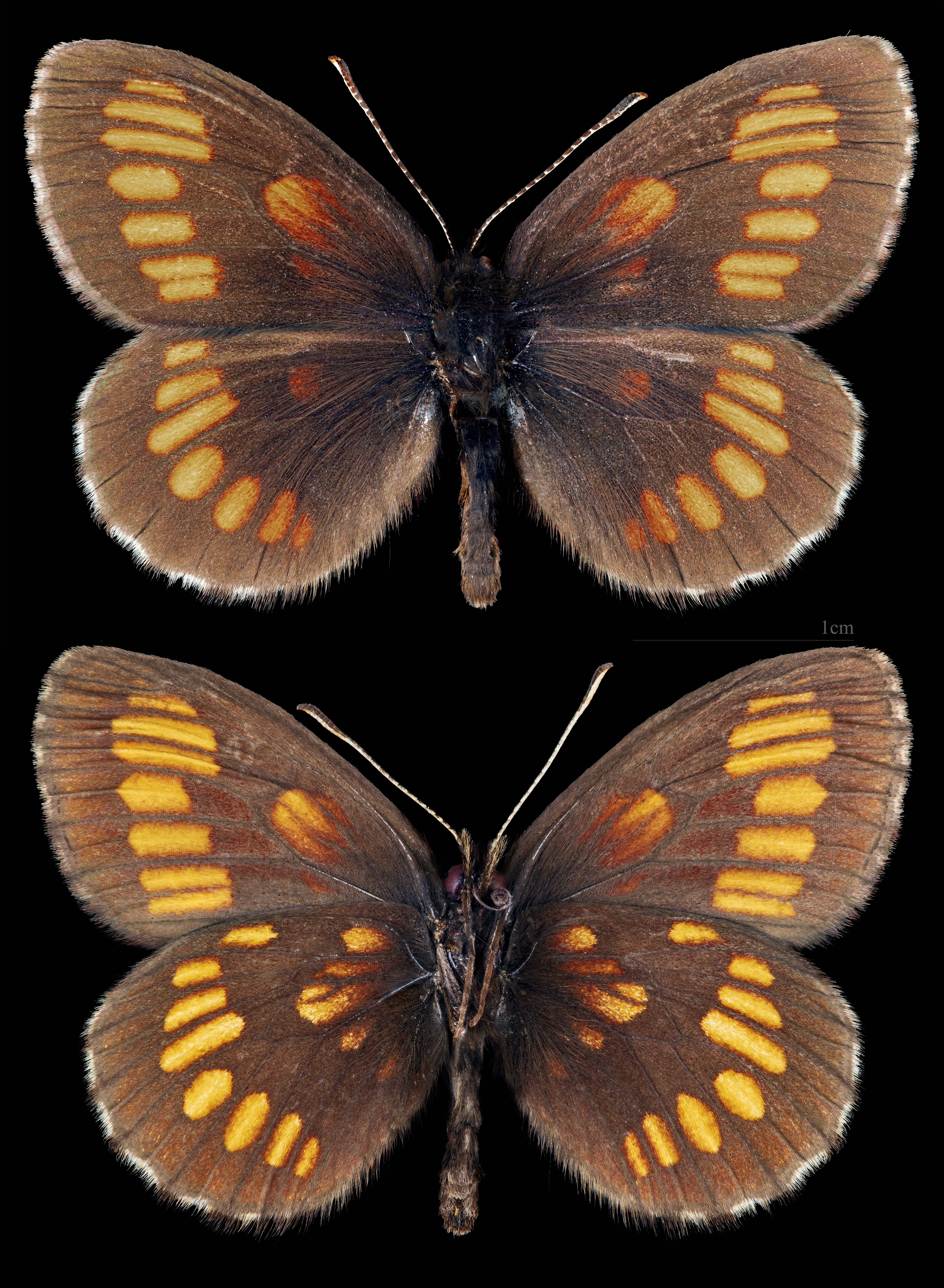
Erebia theano ♂

## примечания
1. ↑  Горностаев Г. Н. Насекомые СССР. — Москва: Мысль, 1970. — 372 с. — (Справочники-определители географа и путешественника).